# Geschichte der Kanarischen Inseln

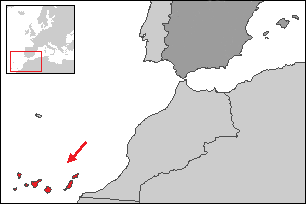
Lage der Kanarischen Inseln; etwa 1.200 km vom spanischen Festland und zwischen 100 und 500 km westlich von Marokko entfernt

Die Geschichte der Kanarischen Inseln umfasst die vorkoloniale und die koloniale Geschichte sowie die Ära bis in die Gegenwart der heute politisch zum Königreich Spanien, aber geografisch zu Afrika gehörenden Inselgruppe der Kanaren im Atlantik.

## Vorspanische Zeit
Die vorspanische Zeit lässt sich durch archäologische Funde bis in das 10. Jahrhundert v. Chr. zurückverfolgen. Sie wird eingeteilt in die Zeit der Entdeckung und ersten Kolonisation durch die Phönizier und Römer von etwa 1000 v. Chr. bis 400 n. Chr., die Zeit der Isolation von 400 n. Chr. bis zum Ende des 13. Jahrhunderts und die Zeit der Wiederentdeckung der Inseln durch europäische Seefahrer. Auf die Zerstörung der Inselkulturen vom Beginn des 14. bis zum Ende des 15. Jahrhunderts folgte ab dem frühen 16. Jahrhundert die Integration in den kastilischen/spanischen Staat.

### Mythische Orte in der Antike
Die Straße von Gibraltar, die wegen ihrer starken Strömungen von West nach Ost schwer für mediterrane Seefahrer zu durchschiffen war, bildete in der Antike die Grenze der gut bekannten Welt. Dahinter, im äußersten Westen, der Gegend, in der die Sonne unterging, lag nach der griechischen Mythologie die Welt der Finsternis, das Jenseits, die Gegend, in der sich der Hades befand. Herakles musste im Laufe seiner Arbeiten über die Säulen des Herakles hinausfahren. Er beschaffte für die Göttin Athene die Unsterblichkeit bringenden Äpfel der Hesperiden durch den Riesen Atlas, dem Herakles solange das Himmelsgewölbe abnahm. Ebenso wurde im Atlantik das Heim der Gorgo Medusa verortet, der Perseus das Haupt abschlug, wobei er sich vor ihrem versteinernden Anblick schützte, indem er sie nur indirekt als Spiegelung in einem von Athene geschenkten Schild betrachtete. Dort lagen die Elysischen Gefilde, auf die jene Helden entrückt wurden, die von den Göttern geliebt wurden oder denen sie Unsterblichkeit schenkten. Bei diesen „Glücklichen Inseln“ (Insulae Fortunatae) handelte es sich um die Inseln der Glücklichen oder Glückseligen, d. h. der Toten. Ein großer Teil der Begriffe der griechischen Mythologie wurde später auf die Kanarischen Inseln bezogen, weil sie eben auch im Westen außerhalb der Säulen des Herakles liegen.

### Historische Berichte
Erste historisch glaubhafte Berichte über Fahrten durch die Straße von Gibraltar ins „Äußere Meer“, gemeint ist der Atlantik, stammen aus dem 5. Jahrhundert v. Chr. von den karthagischen Seefahrern Hanno und Himilkon, von der Küstenbeschreibung (Periplus) des Pseudo-Skylax sowie bei Herodot über den Griechen Pytheas. Herodot berichtet in seinen Historien allerdings, dass die Phönizier schon um etwa 600 v. Chr. im Auftrag des ägyptischen Pharaos Necho II. von Ost nach West um Afrika segelten.
Römische Quellen erwähnten die Kanarischen Inseln erstmals ausdrücklich bei Pomponius Mela und Plinius dem Älteren; sie nannten sie Inseln der Glückseligen (Fortunatae insulae). Plinius der Ältere bezieht sich dabei auf Beschreibungen des mauretanischen Königs Juba II., der nach dem Jahr 25 v. Chr. die Fortunatae insulae erforschen ließ. Im selben Text tritt erstmals der Begriff Canaria auf, wahrscheinlich als Eigenname der Insel Gran Canaria. Laut Plinius wurde der Insel der Name gegeben, da es dort viele große Hunde (lateinisch: Canis) gäbe, von denen die Abgesandten Jubas zwei ins heutige Marokko mitnahmen.
Plinius der Ältere unterscheidet klar die vergleichsweise gut bekannten Fortunatae insulae von den Gorgonen-Inseln (Gorgaden, d. h. Kapverden, gegenüber dem als Hesperu Ceras bezeichneten Cap Vert in Senegal) und von den Hesperiden. Die Hesperiden liegen gegenüber dem Vulkan Theon Ochema (Götterwagen), den Hanno der Seefahrer besucht hatte. Der Vulkan wird meist mit dem Kamerunberg identifiziert und liegt fast genau südlich von Karthago (dann würde es sich bei den Hesperiden um die Inseln im Golf von Guinea handeln). Nördlich der Kanaren liegen nach Plinius dem Älteren die Inseln Atlantis (Madeira) und die Purpur-Inseln. Nach dem Geographen Statius Sebosus soll die Reise zu den Hesperiden 40 Schiffstage gedauert haben und die Insel Junonia (Lanzarote) soll 750 Meilen von Cádiz entfernt sein.
Die Lage und die Namen der einzelnen Kanarischen Inseln lassen sich – soweit bei Plinius dem Älteren noch mehrdeutig – aus dem vollständig erhaltenen Werk von Claudius Ptolemäus eindeutig ableiten, trotz zum Teil starker Verzerrungen und nachweisbarer Fehler. Pomponius Mela zeigte als erster die exakte Position der Kanarischen Inseln auf einer Karte. Plutarch wurde von Quintus Sertorius über die Existenz der Inseln in Kenntnis gesetzt; Sertorius wollte sich wegen politischer Probleme dorthin zurückziehen. Danach traten die Kanaren ab dem 4. Jahrhundert n. Chr. in der Geschichte für tausend Jahre kaum auf. Immerhin fuhr Brendan der Reisende im 6. Jahrhundert zur sogenannten Brendaninsel im Westen; er nannte sie terra repromissionis. Manche Vermutungen gehen dahin, dass hier eine der Kanaren gemeint sein könnte, jedoch ist nichts darüber belegbar.

### Erste Besiedlung der Kanarischen Inseln
Im Laufe der Geschichte gab es immer wieder Vermutungen und Hypothesen, wie, wann und durch wen die Kanarischen Inseln zum ersten Mal besiedelt wurden. Diese Theorien basierten einerseits auf wissenschaftlichen Untersuchungen, die hauptsächlich mit den Methoden der Altertumswissenschaft, der Archäologie, der Anthropologie, der Ethnologie sowie der Sprachwissenschaft erarbeitet wurden, andererseits gibt es viele Beiträge von Pseudohistorikern, die Zusammenhänge herstellen zwischen den alten vorgeschichtlichen Bevölkerungen der Kanarischen Inseln und den angeblichen verschwundenen Zivilisationen wie dem mythischen Atlantis des Platon, mit Einfällen der Wikinger und den alten Germanen oder mit den amerikanischen Hochkulturen.
Wer die ersten frühgeschichtlichen Siedler der Kanarischen Inseln waren, ist nicht nur ein wissenschaftliches, sondern war zeitweise auch ein theologisches Problem. Frühe Historiker der Neuzeit wie z. B. Fray Juan de Abréu Galindo (um 1632) sahen sich verpflichtet, bevor sie auf die von ihnen als realistisch eingeschätzten Theorien eingingen, die im Alten Testament genannten Migrationen als mögliche Hintergründe für die Besiedlung der Inseln zu nennen.
Zur Zeit der Herrschaft des Franquismus in Spanien gab es klare Vorgaben durch das Generalkommissariat für die archäologischen Ausgrabungen („Comisaría General de Excavaciones Arqueológicas“), auf welche Gebiete sich die Forschung zu konzentrieren hatte. Diese Richtlinien beinhalteten eindeutig rassistische und antisemitische Komponenten. Es sollte Rücksicht genommen werden auf die Herrschaftsansprüche Spaniens in Nordafrika, Spanisch-Marokko und Spanisch-Westafrika. Die Herkunft der ersten Siedler spielte auch eine Rolle bei der Diskussion darüber, ob die Inselgruppe im Rahmen der Dekolonisation Afrikas in die Unabhängigkeit entlassen oder als Teil Marokkos anerkannt werden müsse.
Zu Ende des 20. Jahrhunderts und im 21. Jahrhundert wurde bei archäologischen Untersuchungen Material gefunden, das es erlaubt, das Thema der Besiedlung aus einer gefestigten Perspektive mit sicheren Daten zu betrachten. Die Analyse und die radiometrische Datierung der Fundstücke der ab dem Jahr 2006 durchgeführten Ausgrabungen von Buenavista (Teguise, Lanzarote) ergaben die bisher ältesten Hinweise auf die Anwesenheit von Menschen auf Lanzarote. Die Zeitbestimmungen zeigen, dass die Bauten in der zweiten Hälfte des 10. Jahrhunderts v. Chr. errichtet wurden. Die phönizisch-punische Anwesenheit wird nicht nur durch die besondere Struktur der Bauten, sondern auch durch Fundstücke, Amphoren und andere Gefäße, die mit einer Töpferscheibe erstellt wurden, durch Metallgegenstände und Glas bezeugt. Eine Niederlassung bestand offenbar bis zur zweiten Hälfte des 4. Jahrhunderts v. Chr. Zu diesem Zeitpunkt wurde der Ort vermutlich verlassen und erneut ab der ersten Hälfte des 2. Jahrhunderts v. Chr. besucht und bis zur Mitte des 3. Jahrhunderts n. Chr. bewohnt. Die Anwesenheit von Personen aus dem römischen Kulturkreis auf den Inseln ist für den Zeitabschnitt zwischen dem 1. Jahrhundert v. Chr. und dem 3. Jahrhundert n. Chr. nachgewiesen. Die Datierungen der archäologischen Funde deuten darauf hin, dass die Besiedlung auf jeder der Inseln eine unterschiedliche Entwicklung nahm.
Die genaue Herkunft der in den Anfängen angesiedelten Bevölkerung ist nicht geklärt. Sie kam mit Sicherheit aus dem unter der Herrschaft Karthagos stehenden Bereich um die Straße von Gibraltar. Bei der Besiedlung handelte es sich nicht um eine einmalige Aktion, sondern um einen kontinuierlichen Vorgang, der sich am Ende auf alle Inseln erstreckte. Dabei war vermutlich auch die Herkunft der Siedler nicht einheitlich. Das ist eine Begründung für die bei ethnologischen und genetischen Vergleichen von archäologischen Funden festgestellten Unterschiede der Zusammensetzung der Bevölkerung der Inseln. Auf La Gomera, im Norden von Teneriffa und im Innern von Gran Canaria häufen sich Funde von cromagnoiden Menschentypen, sonst dominieren Funde mit mediterranen Menschentypen.
Wenn man davon ausgeht, dass die Kontakte zu den Kanarischen Inseln um die Zeitenwende nicht von Rom, sondern von dem unter römischer Oberherrschaft regierenden König Juba II. von Mauretanien ausgingen, ist anzunehmen, dass die zu dieser Zeit auf den Inseln angesiedelte Bevölkerung aus seinem Regierungsbereich stammte.
Für die Zeit nach dem 3. Jahrhundert n. Chr. fehlen jegliche Hinweise auf einen wirtschaftlichen oder kulturellen Austausch zwischen den Bevölkerungen der einzelnen Inseln.

### Zeit der Isolation
Nach dem Niedergang Roms im 3. / 4. Jahrhundert n. Chr. wurden die Verbindungen zwischen den Kanarischen Inseln und Europa bis zum 14. Jahrhundert n. Chr. unterbrochen. Da die Ureinwohner keine nautischen Kenntnisse und keine seegängigen Schiffe hatten, entwickelten sich auf den einzelnen Inseln unabhängig von Europa, aber auch getrennt von den anderen Inseln, jeweils eigene Kulturen, die aufgrund des unterschiedlichen Klimas, der unterschiedlichen Topografie und der unterschiedlichen Bevölkerungsentwicklung besondere Merkmale aufwiesen. Gemeinsam war allen Altkanariern, dass sie in erster Linie von der Tierhaltung, besonders Ziegen, dem Anbau von Gerste und dem Fischfang im Strandbereich lebten. Das Fehlen nutzbarer Erzlagerstätten führte dazu, dass die Technik der Altkanarier auf ein Steinzeitniveau zurückfiel.

#### Schriftliche Quellen
Von den Altkanariern selbst sind keine schriftlichen Aufzeichnungen überliefert. Der größte Teil der Kenntnisse der Lebensverhältnisse der Altkanarier stützt sich auf Berichte von Europäern, die die Inseln vor der Eroberung besuchten oder im Verlauf der Unterwerfung Informationen sammelten.
Als glaubwürdiger Bericht über die Verhältnisse auf den Kanarischen Inseln im 14. Jahrhundert gilt der des Niccoloso da Recco (1327–1364). Er war einer der Leiter der von dem portugiesischen König Alfons IV. ausgerüsteten Expedition, die im Jahr 1341 vier Monate lang die Kanarischen Inseln erforschte. Im Vordergrund stand die Frage, welchen wirtschaftlichen Nutzen Handelskontakte oder die Eroberung der Inseln für europäische Mächte haben könnten. Der Bericht wurde nach Italien übermittelt. Die in lateinischer Sprache bearbeitete Version dieses Berichtes wird Giovanni Boccaccio zugeschrieben.
Die Kleriker Jean Le Verrier und Pierre Boutier begleiteten Jean de Béthencourt und Gadifer de La Salle ab 1402 bei ihrem Versuch, die Kanarischen Inseln zu unterwerfen. Sie schrieben die nicht mehr vorhandene Urfassung der Chronik „Le Canarien“ in französischer Sprache. Heute liegen zwei unterschiedliche Versionen vor, die von Gadifer de La Salle bzw. dem Neffen Jean de Béthencourts bearbeitet wurden. Die Chronik widmete sich, neben der Darstellung der diplomatischen und missionarischen Bemühungen der Europäer, sehr ausgiebig der Beschreibung der Lebensweise der Ureinwohner, der Landschaft, der Bodenbeschaffenheit, der Wasserversorgung und der Fruchtbarkeit der Kanarischen Inseln.
Einige Zeit nach dem Abschluss der Unterwerfung aller Inseln unter die Herrschaft der Krone von Kastilien versuchten verschiedene Personen durch Befragung der Nachkommen der Urbevölkerung und die Auswertung von Dokumenten Informationen über die Lebensverhältnisse der Altkanarier vor der Eroberung zu bekommen. Besonders bekannt wurde hier der Festungsbaumeister Leonardo Torriani (1560–1628) mit seinem etwa 1590 (also rund 100 Jahre nach Abschluss der Eroberung) in italienischer Sprache erstellten Bericht für König Philipp II. und Antonio de Viana (1578–1650), der die Geschichte literarisch, allerdings auch mit einer Reihe von fiktiven Elementen, aufarbeitete. Im Jahr 1632 wurde eine „Geschichte der Eroberung der sieben kanarischen Inseln“ (Historia de la conquista de las siete islas de Canaria) veröffentlicht. Als Autor wird der Franziskaner Fray Juan de Abreu Galindo genannt, der offenbar Zugang zu Dokumenten aus der Zeit der Eroberung hatte.
Ende des 18. Jahrhunderts versuchte der Kleriker José Viera y Clavijo (1731–1813), alle damals bekannten Informationen zusammenzufassen.

#### Archäologische Quellen
Die andere Quelle der Informationen ist die archäologische Forschung. Viele Gebäude, Höhlen und Kultstätten der Altkanarier sind nach der Eroberung der Inseln dem Kulturvandalismus zum Opfer gefallen. Alle Hinterlassenschaften der heidnischen Kultur sollten vernichtet werden. Im 19. und zu Beginn des 20. Jahrhunderts wurden archäologische Funde zwar vielfach in Sammlungen konserviert, ihre genauen Fundstellen blieben aber häufig unbekannt. Daher kann das Umfeld der Fundorte heute nicht mehr in die Interpretation der Objekte einbezogen werden.
Das Fehlen wissenschaftlich belegter Kenntnisse führte im 20. Jahrhundert zu einer großen Anzahl von spekulativen, pseudohistorischen z. T. esoterischen Mutmaßungen über das Leben auf den Inseln bis zur Zerstörung der Kultur der Altkanarier. Dabei kam es auch zu Fälschungen von angeblich prähistorischen Fundstücken. Einige unbewiesene Darstellungen finden sich auch heute noch in Reiseführern und populärwissenschaftlichen Büchern. Sie werden ebenso auf diversen privaten Webseiten verbreitet. Archäologische Funde, die am Ende des 20. und zu Beginn des 21. Jahrhunderts gesichert und untersucht werden konnten, brachten neuere Erkenntnisse über die Herkunft der ersten Bewohner der Kanarischen Inseln. Das Leben der Altkanarier, ihre sozialen Beziehungen und ihre religiösen Vorstellungen lassen sich aber auch weiterhin nur bruchstückhaft rekonstruieren.

### Die Wiederentdeckung der Kanarischen Inseln im Spätmittelalter
Die Epoche der europäischen Wiederentdeckung der Kanarischen Inseln war geprägt durch die Bedeutung der italienischen Handelszentren, der Suche eines neuen Wegs nach Indien und dem Fortschritt der Schifffahrt durch die Verwendung von Kompass, Astrolabium und Portolanen.
Im Mai 1291 verließen zwei Galeeren unter der Leitung der Brüder Vadino und Ugolino Vivaldi den Hafen von Genua. Ihr Ziel war es, Handelsbeziehungen mit Indien herzustellen. Dazu sollte Afrika umrundet werden. Die Schiffe durchfuhren die Straße von Gibraltar und segelten die afrikanische Küste entlang nach Süden. Es wird vermutet, dass die Genueser die Kanarischen Inseln kannten und sie ansteuerten um sich mit Lebensmitteln und Wasser zu versorgen. Es gibt keine gesicherten Informationen über den Verbleib der Schiffe. Im Jahr 1312 wollte eine Expedition unter Lancelotto Malocello nach den Galeeren suchen. Es wird angenommen, dass er sich auf der Insel niederließ. In der Version G des Canarien wird ausgesagt, dass „Lancelot Maloisel“ die Insel erobert habe und eine Burg erbauen ließ. Auf einer mallorquinischen Weltkarte von 1339 sind die Inseln Lanzarote, Lobos und Fuerteventura lagerichtig eingezeichnet. Lanzarote wird als „Insula de lanzarotus marocelus“ bezeichnet und die Fläche mit dem Wappen Genuas gefüllt.
Am 1. Juli 1341 verließen zwei Karavellen und ein kleineres Schiff den Hafen von Lissabon. Der Florentiner Angiolino del Tegghia dei Corbizzi war vom portugiesischen König Alfons IV. mit der Leitung der Flotte beauftragt. Der Navigator der Expedition war der Genuese Niccoloso da Recco. Aus der Ausrüstung der Schiffe kann man schließen, dass das Ziel die Eroberung der Kanarischen Inseln war. Die Besatzungen der Schiffe erforschten die Kanarischen Inseln vier Monate lang, stellten dann aber fest, dass ihre militärische Stärke zu gering war um die Inseln zu erobern und kehrten nach Portugal zurück. Die Aufzeichnungen über den Verlauf dieser Reise gelangten offenbar über florentinische Händler, die sich in Sevilla niedergelassen hatten, nach Italien. Dort verfasste vermutlich Giovanni Boccaccio darüber einen Bericht in lateinischer Sprache, der viele Einzelheiten über die Kanarischen Inseln und die Bevölkerung enthält.
Eine Expedition, die im April 1332 mit zwei Koggen den Hafen von Palma de Mallorca verließ, hatte den Auftrag „eine von den genannten Inseln oder irgendeine Ortschaft oder befestigte Ansiedlung … einzunehmen und ihrem Lehnsherrn zu übereignen“. Über den Verlauf der Reise ist nur bekannt, dass die Schiffe offenbar nach etwa fünfeinhalb Monaten zurückkehrten.
In der Bulle „Tuae devotionis sinceritas“ vom 15. November 1344 ernannte Papst Clemens VI. Luis de España zum „Príncipe de la Fortuna“ (Fürst der Glücklichen Inseln). Am 28. November 1344 erhielt Luis de España aus der Hand des Papstes, eine Krone und ein Zepter als Symbole seiner Staats- und Hoheitsgewalt über die Inseln. Die anschließenden Bemühungen des Papstes und des neuen Fürsten, zusammen mit anderen europäischen Herrschern eine Streitmacht zur Eroberung der Kanarischen Inseln aufzustellen, blieben erfolglos. Es gilt als sicher, dass der Fürst der Glücklichen Inseln sein Fürstentum niemals erreicht hat. Nach dem Tod des „Príncipe de la Fortuna“ hatten seine Erben kein Interesse daran irgendwelche Rechte geltend zu machen.
Zur gleichen Zeit, zu der das „Fürstentum der Glücklichen Inseln“ scheiterte, begannen einige mallorquinische Priester und Mönche mit den Vorbereitungen eines Projektes, dessen Ziel es war, die Bewohner der Kanarischen Inseln ausschließlich durch friedliche Missionsarbeit zur bekehren. Grundlage dafür waren die Lehren des Ramon Llull. Wichtige Mitarbeiter bei der Evangelisation waren zwölf Ureinwohner der Insel Gran Canaria, die als Sklaven nach Mallorca gekommen waren. Sie wurden freigelassen, im Glauben unterrichtet und getauft. Es fanden sich zwei Reeder, die die friedliche Expedition, die gleichzeitig einen wirtschaftlichen Aspekt haben sollte, zu finanzieren. Für den Export von den Kanarischen Inseln in die Mittelmeerländer eigneten sich Landesprodukte wie Orseille zur Herstellung eines roten Farbstoffes, aber auch Ziegen und Ziegenfelle. Der Papst befürwortete das friedliche Vorgehen der Mallorquiner. Er gewährte allen Teilnehmern einen Generalablass. Am 7. November 1351 schuf Papst Clemens mit der Bulle „Coelestis rex regum“ das Bistum der Glücklichen Inseln und ernannte Bernardo Font zum ersten Bischof. Die Mallorquiner kamen vermutlich Mitte 1352 auf die Insel Gran Canaria. Zwischen den mallorquinischen Missionaren mit ihren kanarischen Helfern und den Ureinwohnern entwickelte sich ein friedliches Nebeneinander. Die Evangelisation hatte aber wohl nur geringen Erfolg. Immerhin konnte ein erstes christliches Gotteshaus erbaut werden. Mit den Missionaren kamen auch mallorquinische Siedler auf die Insel, von denen berichtet wird, dass sie ein gutes Verhältnis zu den Ureinwohnern gehabt hätten. Zum Zwecke des Handels mit den Inselbewohnern und der Berichterstattung über den Fortgang der Mission fanden vermutlich weitere Fahrten zwischen Mallorca und Gran Canaria statt. Die Vorbereitungen für eine solche Reise sind aus dem Jahr 1386 belegt.
Im letzten Viertel des 14. Jahrhunderts wurden besonders von kastilischen Häfen aus Unternehmungen gestartet, die alleine zum Zweck des Raubes und Sklavenfangs an der marokkanischen Küste und auf den Kanarischen Inseln durchgeführt wurden. Der Ablauf eines dieser Sklavenfangunternehmen aus dem Jahr 1393 ist in der „Crónica del rey don Enrique III.“ überliefert. Unter der Führung des Gonzalo Perez Martel, Señor de Almonaster, taten sich einige andalusische und baskische Abenteurer zusammen, um eine Flotte von fünf oder sechs Schiffen auszurüsten, mit dem Ziel die Kanarischen Inseln auszuplündern. Ende Mai oder Anfang Juni 1393 verließ die Flotte den Hafen von Sevilla. Das erste Ziel war Gran Canaria, wo die Angreifer Männer, Frauen und Vieh raubten. Das zweite Ziel war Lanzarote. Dort nahmen sie 170 Ureinwohner gefangen. Unter ihnen den König der Insel (Tinguafaya) und seine Gemahlin. Diese Angriffe verunsicherten die Ureinwohner der Inseln, denen der Unterschied zwischen friedlichen Missionaren und Sklavenhändlern nur schwer zu vermitteln war. Nach verschiedenen Angriffen der Insel Gran Canaria durch Sklavenhändler brachten die Canarios die friedlichen Missionare um, weil sie annahmen, dass sie mit den Angreifern in Verbindung standen.

## Unterwerfung der Kanarischen Inseln unter die Herrschaft der Krone von Kastilien

### Phasen der Eroberung

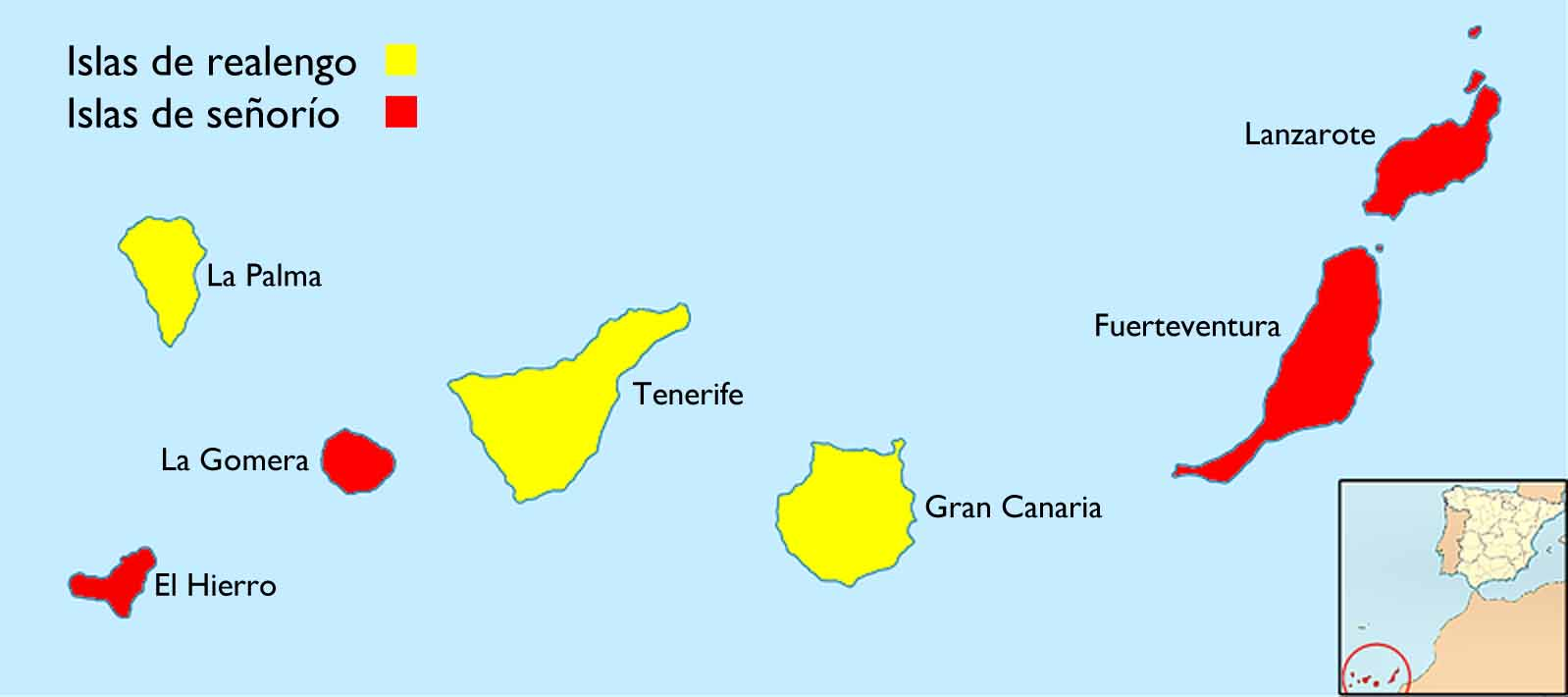
Inseln der Königsherrschaft (Islas de realengo) und
Inseln der Feudalherrschaft (Islas de señorío)

Die Unterwerfung der Kanarischen Inseln unter die Herrschaft der Krone von Kastilien fand zwischen 1403 und 1496 statt. Man kann bei diesem Vorgang zwei Zeitabschnitte unterscheiden: Die herrschaftliche Eroberung der „Islas de Señorío“ (Lanzarote, Fuerteventura, El Hierro und La Gomera) die im Rahmen einer Lehensherrschaft durchgeführt wurde und die Eroberung der „Islas de Realengo“ (Gran Canaria, La Palma und Teneriffa) die direkt im Auftrag der Krone zur Zeit der Katholischen Könige stattfand.
Zwischen 1403 und 1477 entsprach das Vorgehen bei der Unterwerfung der Kanarischen Inseln einem mittelalterlichen Schema: Der potentielle Eroberer wurde als Vasall des Königs von Kastilien zum Herren über die Inseln ernannt, die er dann auch praktisch zu beherrschen versuchte. Dabei handelte es sich üblicherweise nicht um eine militärische Eroberung. Wenn es zu militärischen Auseinandersetzungen kam, werden diese besser als eine Reihe von Scharmützeln bezeichnet. In keinem Fall kann man die Handlungen als Kriegshandlungen von großem Umfang bezeichnen, weil die Kräfteverhältnisse der Eroberer und der Eroberten auf diesen Inseln sehr ausgeglichen waren. Die Unterwerfung der Ureinwohner unter die Herrschaft der Krone von Kastilien geschah auf den Islas de Señorío, aber auch im größten Teil der Insel La Palma und auf der Südseite der Insel Teneriffa, durch teilweise erpresste Verträge und nicht durch einen Eroberungskrieg.
Die tatsächliche Ausübung der Herrschaftsrechte wie Steuereinnahmen und Rechtsprechung konnten häufig erst nach einiger Zeit durchgesetzt werden. Das traf auch auf die mit der Unterwerfung verbundene Christianisierung zu. Selbst wenn die Einwohner einer Insel getauft waren, waren sie häufig, besonders durch mangelnde Information, weit entfernt von einer christlichen Lebensweise. In den ersten Jahren beschränkte sich die Herrschaft der Señores oder ihrer Gouverneure in vielen Fällen auf die Gruppe der europäischen Siedler und auf Gebiete im näheren Umfeld der Befestigungsanlagen. Den Herren oblag die Verbesserung der Infrastruktur, sie waren Patrone aller Gemeindekirchen, sie zogen für den König die Zölle und Steuern ein, sie besetzten die Stellen in den neu geschaffenen Verwaltungen und an den Gerichten und sollten die Inseln gegen Angriffe von außen verteidigen.
Im Gegensatz dazu verlief die Eroberung der „Islas de Realengo“ mit sehr viel mehr militärischem Aufwand unter dem Befehl von Truppenführern, die eine beachtliche militärische Karriere vorzuweisen hatten. Sie wurden durch Capitulaciones mit der Eroberung beauftragt und waren für die gesamte militärische und wirtschaftliche Organisation verantwortlich. Ihr Ziel war nicht der Erwerb eines Herrschaftsgebietes als persönlichen Besitz, sondern direkter materieller Gewinn aus der Aktion. Sie wurden nicht Herrscher der eroberten Gebiete, sondern wurden als Funktionäre der Krone mit verschiedenen z. T. erblichen Ämtern betraut. Herren dieser Inseln waren direkt die Könige von Kastilien.

### Rechte an den Islas de Señorio

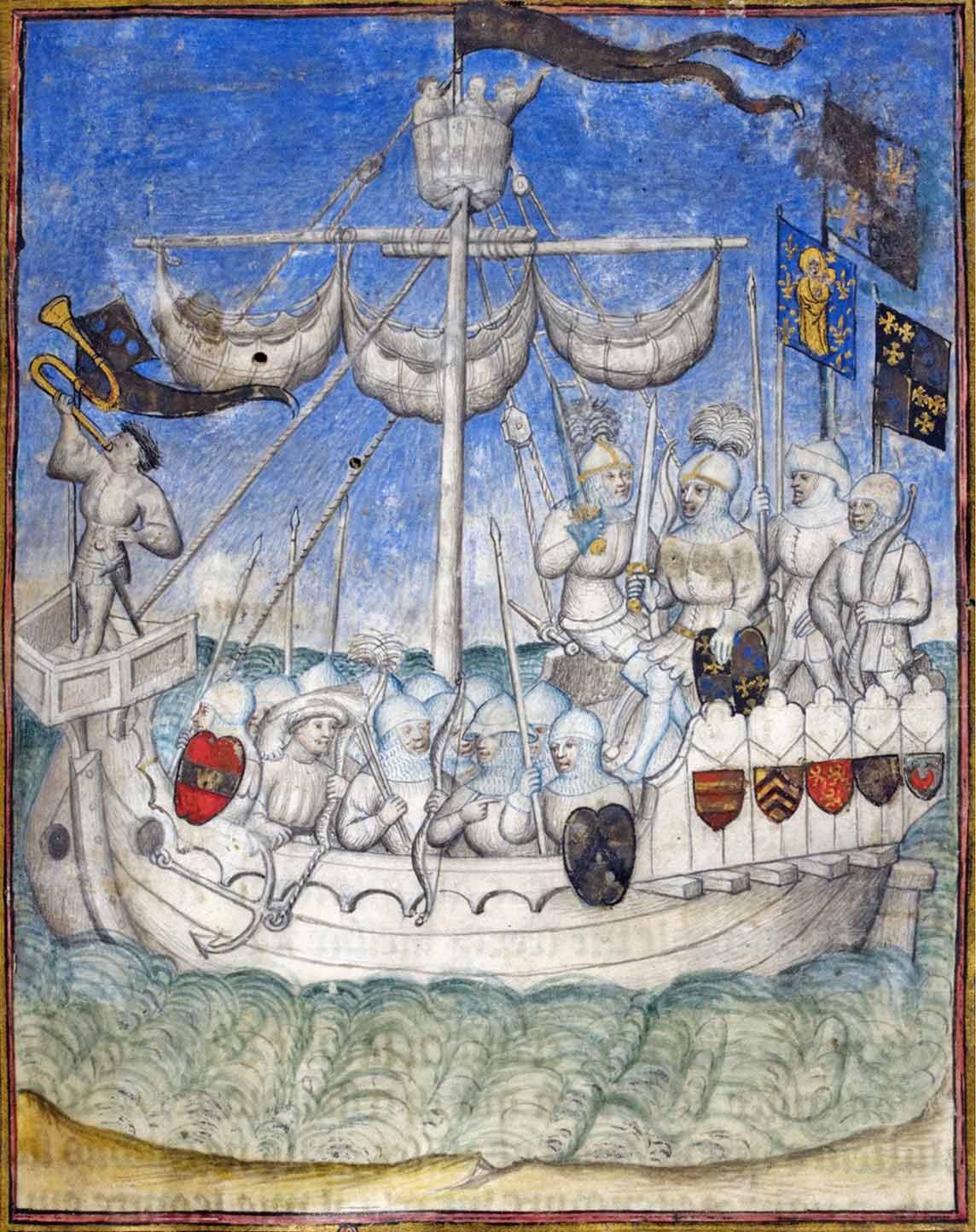
Abbildung aus der Version B (fol.1r) des Le Canarien

Die Expedition von Jean de Béthencourt und Gadifer de La Salle war zu Beginn im Jahr 1402 ein privates Unternehmen der beiden gleichberechtigten Initiatoren. Für diese Gleichberechtigung spricht u. a. dass in der Bulle Apostolatus officium vom 22. Januar 1403 „Iohannis de Betencourt et Gadiferi de Sala“ als Leiter der Mission genannt werden. Zu Beginn gab es weder die Genehmigung noch den Auftrag oder eine Unterstützung durch den König von Frankreich oder von Kastilien. Erst nachdem Jean de Béthencourt und Gadifer de La Salle nach kurzem Aufenthalt auf den Inseln feststellten, dass die eigenen Mittel nicht ausreichten um auch nur einen Teil der Ziele, die sie sich gesteckt hatten, zu erreichen, reiste Jean de Béthencourt Ende Oktober 1402 zurück nach Kastilien, um von dem dortigen König, Heinrich III., die notwendigen Unterstützung zu bekommen. Jean de Béthencourt erhielt dabei Hilfe von seinem Verwandten Robert de Bracquemont (spanisch Robín de Bracamonte). Der war zu dieser Zeit Botschafter des französischen Königs am kastilischen Hof. Ergebnis dieser Verhandlungen war eine Verfügung des Königs Heinrich III. von Kastilien vom 28. November 1403 in der er Diego Hurtado de Mendoza anwies, von Juan de Béthencourt den Lehnseid entgegenzunehmen. Durch diesen Lehenseid erkannte Jean de Béthencourt den kastilischen König als Oberherren der Kanarischen Inseln an und wurde gleichzeitig als Vasall eingesetzt. In dieser Stellung genoss Jean de Béthencourt den Schutz seines Unternehmens vor anderen Unternehmen mit den gleichen Zielen. Darüber hinaus wurden Exporte und Importe von und zu den Kanarischen Inseln als Warenverkehr innerhalb der Länder der Krone von Kastilien behandelt. Er bekam außerdem in seinem Lehen eine Reihe von wirtschaftlichen und rechtlichen Vorrechten wie z. B. die Steuererhebung und Handelsmonopole. Darüber hinaus unterstützte Heinrich III. das Unternehmen mit einem Zuschuss von 20.000 Maravedís.
Eine weitere Unterstützung, die Jean de Béthencourt auch durch die Vermittlung von Robert de Bracquemont erhielt, war die Anerkennung des Unternehmens als Kreuzzug durch Benedikt XIII. im Januar 1403. Für Spenden, die der Bekehrung der Ureinwohner der Kanarischen Inseln dienten, wurde ein Ablass von Sünden gewährt. Am 7. Juli 1404 errichtete der Papst eine Diözese für die Kanarischen Inseln mit Sitz in Rubicón.
Jean de Béthencourt verließ im Dezember 1405 die Kanarischen Inseln und beauftragte seinen Neffen Maciot de Béthencourt mit der Herrschaft auf den Inseln.
Im Jahr 1412 kam Jean de Béthencourt nach Kastilien, um vor dem neuen König Johann II. erneut seinen Lehenseid abzulegen.
Am 15. November 1419 übertrug Maciot de Béthencourt, nachdem man ihn in einer militärischen Aktion nach Sevilla gebracht hatte, die Herrschaftsrechte an den Kanarischen Inseln im Namen von Jean de Béthencourt auf den Grafen von Niebla, Enrique de Guzmán. Maciot de Béthencourt wurde von dem Grafen in seiner Stellung als Gouverneur der Inseln bestätigt.
In den folgenden Jahren wurden die Rechte an den unterworfenen und den noch zu erobernden Inseln durch Schenkung, Kauf, Tausch und Erbschaft auf verschiedene Personen übertragen. Die Insel blieben dabei immer ein Lehen der Krone von Kastilien. Im Jahr 1448 besetzten portugiesische Truppen die Insel Lanzarote. Nach Aufständen aller Teile der Bevölkerung zog der portugiesische Prinz Heinrich der Seefahrer seine Truppen 1450 von der Insel ab. Im Jahr 1452 erbte Inés Peraza de las Casas die Herrschaftsrechte auf den Inseln, die sie, der damaligen Tradition entsprechend, bis zu dessen Tod zusammen mit ihrem Ehemann Diego García de Herrera y Ayala ausübte.

### Unterwerfung der Insel Lanzarote
Bei der Landung der Franzosen unter der Führung von Jean de Béthencourt und Gadifer de La Salle, 1402 kam es zu keinerlei Kampfhandlungen, weder von Seiten der Ureinwohner noch von Seiten der Europäer. Jean de Béthencourt nahm direkt nach der Ankunft Verhandlungen mit dem Herrscher der Majos, der Ureinwohner der Insel Lanzarote Guardafía auf. Er wurde dabei von den zwei Dolmetschern unterstützt die auf der Insel geboren und in Europa als freigelassene Sklaven an Bord gegangen waren. Es wurde ein Abkommen vereinbart, in dem sich beide Seiten als Freunde betrachteten und die Europäer sich verpflichteten die Majos vor Angriffen von Sklavenjägern zu schützen. Mit Zustimmung Luis de Guardafías wurde mit dem Bau der Wehranlage von Rubicón begonnen. Diese bestand aus einem zweistöckigen oben offenen Turm mit einer Grundfläche von 6,8 m × 6,8 m, einer Kirche mit einer Grundfläche von 7 m × 13 m, einer Brunnenanlage und einigen einfachen Häusern.

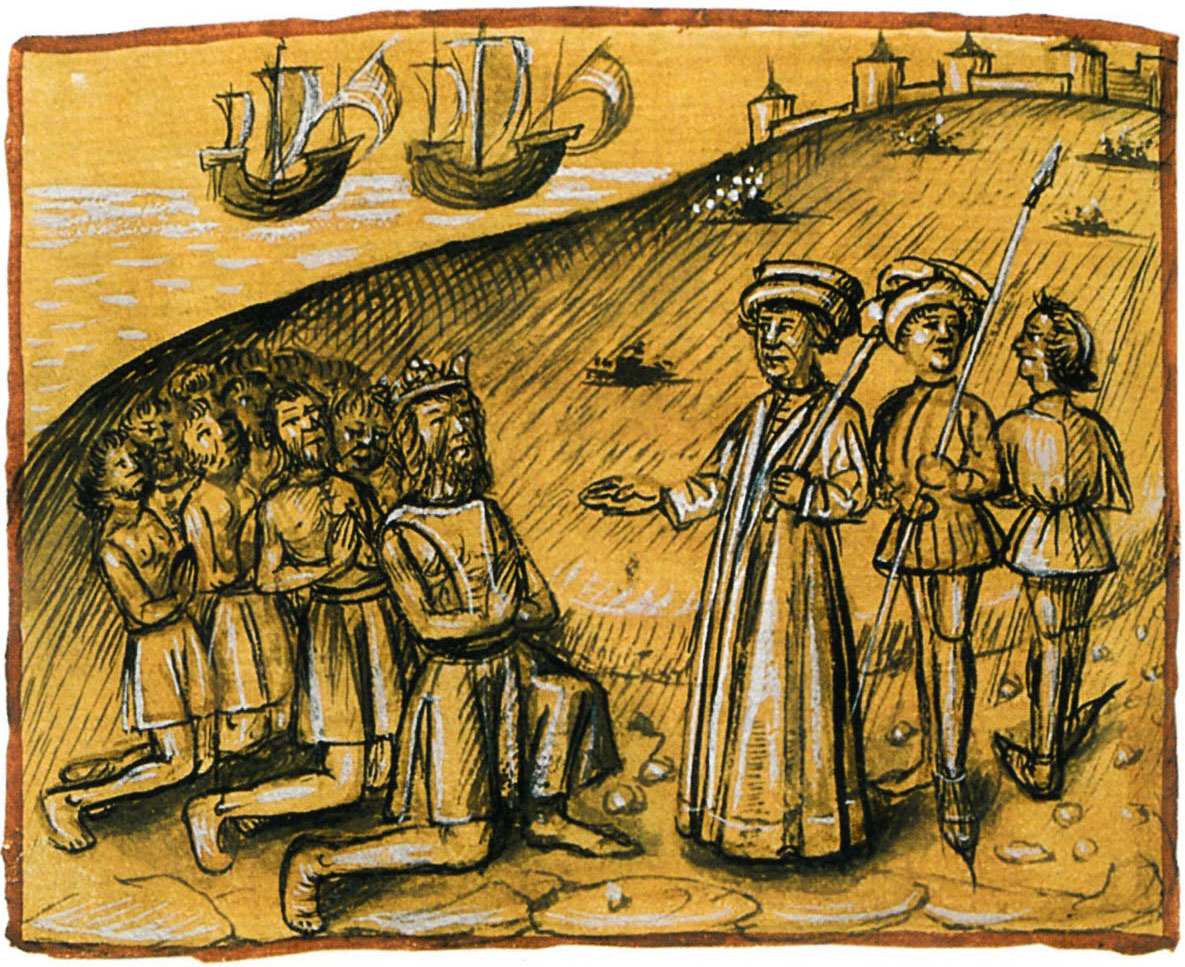
Der Herrscher der Majos bittet getauft zu werden, Abbildung zu Beginn des 46. Kapitels des Le Canarien Version B

Während Jean de Béthencourt mit den Führern der Majos verhandelte, erforschte Gadifer de La Salle acht Tage lang die Insel Fuerteventura ohne auf Einwohner zu treffen oder Lebensmittel zu finden. Gadifer de La Salle und Jean de Béthencourt stellten fest, dass sie für den Aufbau von effektiven Handelsstationen, die Ansiedlung von Europäern und die Übernahme der Herrschaft auf weiteren Inseln ungenügend ausgerüstet waren. Deshalb kehrte Jean de Béthencourt nach knapp zwei Monaten im September 1402 nach Kastilien zurück. Er versprach bis Weihnachten 1402 zurück zu sein, kam aber tatsächlich erst nach mehr als 18 Monaten im April 1404 wieder auf die Insel.
Gleich zu Anfang der Abwesenheit Jean de Béthencourts unternahmen einige der Soldaten, die eigentlich nur gekommen waren, um in Kämpfen Beute zu machen, eine Meuterei. Nachdem sie festgestellt hatten, dass es auf den Inseln außer den Einwohnern nichts gab, das man rauben konnte, beschlossen sie, eine große Anzahl von diesen zu fangen und damit das Versprechen zu brechen, dass ihr Chef den Majos gegeben hatte. Sie plünderten die restlichen Vorräte der Franzosen auf der Insel, nahmen 22 Majos gefangen, um sie als Sklaven an ein vor der Insel Graciosa liegendes kastilisches Piratenschiff zu verkaufen und sich im Oktober 1402 mit diesem Schiff nach Europa abzusetzen. Das führte zu Zusammenstößen zwischen den Majos, die sich betrogen fühlten, und den verbliebenen Franzosen. Die Auseinandersetzungen hielten bis zum Beginn des Jahres 1404 an. Am ersten Juli 1403 erreichte ein kastilisches Schiff mit Versorgungsgütern die Insel Lanzarote. Gadifer de La Salle nutzte dieses Schiff um zusammen mit wenigen seiner Leute eine drei Monate dauernde Informationsreise zu den anderen Inseln zu unternehmen. Nach seiner Rückkehr auf die Insel gelang es ihm, Luis de Guardafía den Herrscher der Majos festzunehmen und ihn zu veranlassen darum zu bitten, getauft zu werden.

### Unterwerfung der Insel Fuerteventura

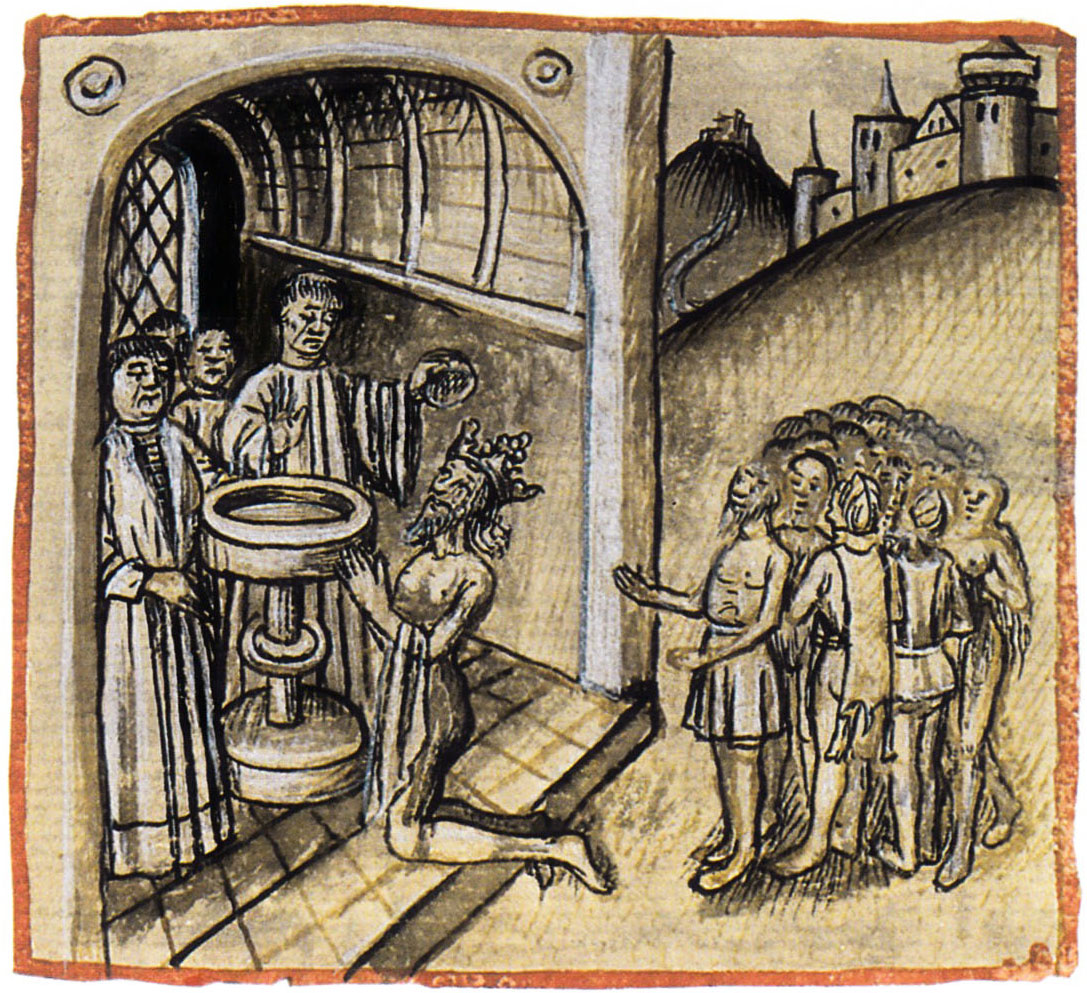
Taufe eines der Herrscher der Majoreros, Abbildung vor Kapitel LXXX der Version B des Le Canarien

Daraus, dass der Beitrag Gadifer de La Salles in der Version B des Le Canarien völlig ignoriert wird, ergibt sich, dass die Darstellung der Unterwerfung der Insel Fuerteventura gelegentlich Lücken und Widersprüche aufweist. Der Wahrheitsgehalt der Darstellung, besonders bei den Zeitangaben, wird von Historikern in Frage gestellt.
Zu Beginn des 15. Jahrhunderts lebten die Ureinwohner der Insel Fuerteventura, die Majoreros, in zwei Herrschaftsgebieten die durch eine Mauer, die quer über die Insel verlief, getrennt wurden. Direkt nach der Ankunft der Franzosen auf den Kanarischen Insel hielt Gadifer de La Salle sich acht Tage auf der Insel Fuerteventura auf, ohne auf Einwohner zu treffen. Die hatten sich aus Angst vor Sklavenjägern ins Innere der Insel geflüchtet.
Im April 1404 kehrte Jean der Béthencourt nach einer Abwesenheit von mehr als 1½ Jahren aus Kastilien zurück. Nachdem Gadifer de La Salle erfuhr, dass Jean der Béthencourt sich von dem König von Kastilien als alleinigen Herren über die Inseln hatte einsetzen lassen, verlangte Gadifer de La Salle wenigstens als Herr der Insel Fuerteventura anerkannt zu werden. Nach der Weigerung Jean de Béthencourts zog sich Gadifer de La Salle auf die befestigte Anlage Rico Roque auf Fuerteventura zurück. Nach der Darstellung der Version B des Le Canarien, verließ er bald die Kanarischen Inseln. Es kam sowohl zwischen zurückgebliebenen Anhängern Gadifer de La Salles aber auch den Truppen Jean de Béthencourts, die sich auf der befestigten Anlage Valtarajes eingerichtet hatten, und den Ureinwohnern zu gewalttätigen Konfrontationen. Die dabei gemachten Gefangenen wurden nach Lanzarote gebracht.
Den beiden Herrschern der Majoreros war klar, dass sie den Europäern in bewaffneten Auseinandersetzungen aufgrund ihrer unterlegenen Waffentechnik keinen anhaltenden Widerstand entgegensetzen konnten. Deswegen boten sie Jean der Béthencourt einen Waffenstillstand an. Sie gaben außerdem zu verstehen, dass sie Christen werden wollten. Sie erkannten den König von Kastilien als ihren Oberherren an. Am 18. Januar 1404 wurde Guize, der König der nördlichen Hälfte der Insel, auf den Namen Luis und am 25. Januar 1404 Ayoze, der König der südlichen Hälfte der Insel, auf den Namen Alfonso getauft. Nach der Unterwerfung der Majoreros wurde der Grundbesitz auf der Insel durch Jean der Béthencourt neu verteilt. Dabei erhielten auch die ehemaligen Herrscher Grundstücke. Die bereits bestehenden befestigten Anlagen und die Orte, an denen solche neu errichtet werden sollten, wurden an Adelige aus Frankreich vergeben.

### Unterwerfung der Insel El Hierro
Die Urbevölkerung der Insel El Hierro, die Bimbaches, wurden im 14. und zu Beginn des 15. Jahrhunderts immer wieder Opfer von Europäern. Allein im Jahr 1402 sollen in einer einzigen Aktion 400 Personen als Sklaven verschleppt worden sein.
Im Jahr 1405 verbrachte Jean de Béthencourt nach Angaben des Le Canarien wenigstens drei Monate auf der Insel. Durch einen mitgebrachten Dolmetscher, von dem gesagt wurde, er sei der Bruder des Herrschers der Bimbaches, lud er diesen mit seinen Leuten zu Verhandlungen ein. Als sie am vereinbarten Verhandlungsort ankamen, wurden 112 Bimbaches, unter ihnen der „König“ Amiche, gefangen genommen und z. T. als Sklaven verkauft oder auf andere Inseln verschleppt. Diese Aktion wird im Le Canarien damit begründet, dass Béthencourt auf diese Art den Widerstand auf der Insel ohne Kämpfe brechen konnte und Platz für 120 französische Siedler bereitstand.
Nach dem Übergang der Lehensherrschaft auf Hernán Peraza (El Viejo) im Jahr 1445 unternahm dieser eine Neueroberung der Insel. Sein Heer bestand aus 200 Armbrustschützen und 300 Infanteristen die von den Inseln Lanzarote und Fuerteventura stammten. Nach einer fünf Stunden dauernden Schlacht kapitulierten die Führer der Bimbaches und ließen sich taufen.

### Unterwerfung der Insel La Gomera

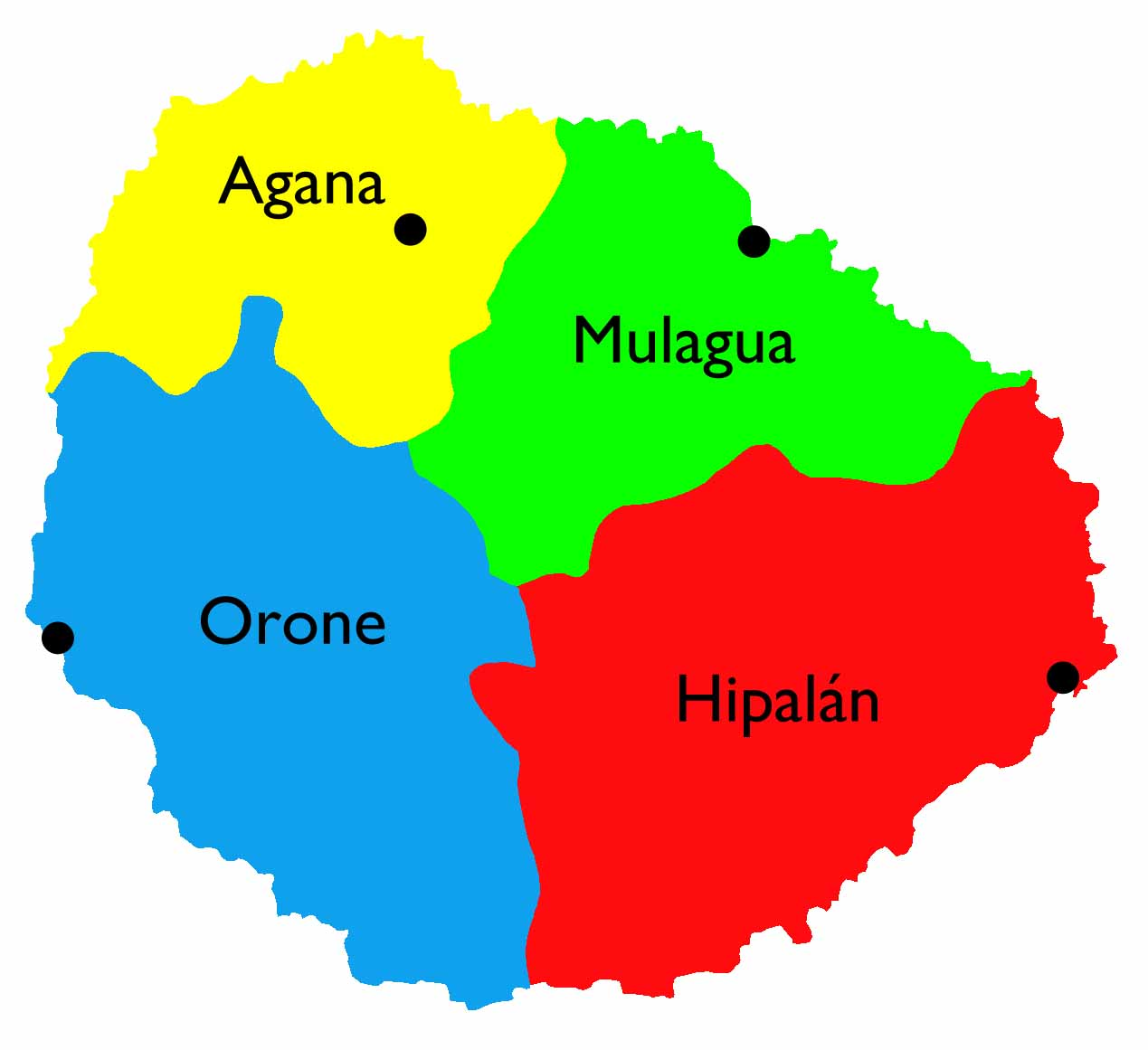
Stammesgebiete der Gomeros

Die Insel La Gomera bietet nur an wenigen Stellen Möglichkeiten, das Innere zu erreichen. So waren die Ureinwohner, die Gomeros, besser als die Ureinwohner anderer Inseln gegen Angriffe von außen geschützt. Traditionell war die Insel in vier Stammesgebiete geteilt. Das Stammesgebiet der Mulagua lag etwa in der Gegend von Hermigua, das der Hipalán etwa in der Gegend von San Sebastián de La Gomera, das der Orone etwa in der Gegend von Valle Gran Rey und das der Agana etwa in der Gegend von Vallehermoso.
Die Unterwerfung der Gomeros unter die Oberhoheit Kastiliens war kein zeitlich klar bestimmbarer Vorgang. Die verschiedenen Feststellungen, die Bewohner der Insel seien Christen und Untertanen der Krone von Kastilien, entstanden häufig aus dem Bestreben, die Insel als erobert und damit im Besitz der Feudalherren darzustellen, sodass eine Vergabe der Eroberungsrechte an andere Personen nicht mehr möglich war.
Es gilt als sicher, dass weder Jean de Béthencourt noch Gadifer de La Salle die Insel jemals mit der konkreten Absicht der Unterwerfung betreten haben. Im Jahr 1420 scheint Maciot de Béthencourt als Vertreter des Grafen von Niebla einen Versuch der Eroberung der Insel gemacht zu haben. Genauere Einzelheiten darüber sind nicht bekannt. Im Jahr 1420 erhielt Alfonso de las Casas von König Johann II. die Rechte an den bisher noch nicht eroberten Inseln. Dazu zählte neben Gran Canaria, La Palma und Teneriffa auch La Gomera.
Im Verlauf des 15. Jahrhunderts wetteiferten Portugiesen und Kastilier um die Insel, bis sie endlich unter die Regierung des Kastiliers Hernán Peraza el Viejo kam und als die vierte Insel zur kastilischen Lehensherrschaft gehörte. Das Eindringen der Portugiesen erfolgte meist freundschaftlich gegenüber den Ureinwohnern, man suchte die Zusammenarbeit. Der portugiesische Prinz Heinrich der Seefahrer hatte Verträge mit drei der vier Stämme La Gomeras, die beinhalteten, dass sie seine Oberherrschaft anerkannten und die Verbreitung der christlichen Lehre durch portugiesische Missionare akzeptierten. Im Jahr 1454 verzichten die Portugiesen offiziell einstweilig auf die Kontrolle der Inseln. Sie unterhielten aber weiterhin gute Beziehungen zu den Ureinwohnern im Norden der Insel.
Hernán Peraza el Viejo unternahm im Verlauf der Jahre 1445 bis 1447 einen neuen Versuch die Insel unter die Herrschaft der Krone von Kastilien zu bringen. Eine sichere Basis auf der Insel hatte er nur in San Sebastián wo er die Befestigungsanlage bauen ließ, von der heute noch die Torre del Conde existiert. Ein Beauftragter der Königin von Kastilien bestätigte später, dass Hernán Peraza el Viejo den Bürgern „den heiligen katholischen Glauben brachte und ihnen Richter und Gerechtigkeit gab.“ Nach seinem Tod im Jahr 1452 erbten seine Tochter Inés Peraza de las Casas und ihr Ehemann Diego García de Herrera die Herrschaft über die Insel. Das Ziel der Aufstände der Gomeros in den folgenden Jahren war nicht die Abschaffung der Herrschaft Kastiliens, sie richteten sich gegen das Verhalten der Vertreter Kastiliens, der Mitglieder der Familie Peraza.

### Rechte an den Islas de Realengo
Die Könige Portugals hatten in der Vergangenheit immer wieder Interesse an den Kanarischen Inseln gezeigt. Daher wollten Königin Isabella und König Ferdinand, die sich seit 1475 im Rahmen des Kastilischen Erbfolgekrieges im Kriegszustand mit Portugal befanden, ihren Anspruch durch eine Unterwerfung aller Inseln unter die Herrschaft der Krone von Kastilien sichern. 1476 ließen sie ein Rechtsgutachten anfertigen, in dem die Eigentums- und Eroberungsrechte an den Inseln überprüft wurden. Dabei ergab sich, dass Inés Peraza de las Casas und ihr Ehemann Diego García der Herrera die Rechte an den eroberten Inseln besaßen und die Rechte an den anderen Inseln von der Krone nur gegen eine Entschädigung übernommen werden könnten. Darum wurde im Oktober 1477 ein Vertrag abgeschlossen, durch den die Krone von Kastilien die vollständigen Rechte an den Inseln Gran Canaria, La Palma und Teneriffa erhielt.
So gut wie alle überseeischen Eroberungsunternehmungen der Krone von Kastilien wurden ab dem Ende des 15. Jahrhunderts durch jeweils meist einen verantwortlichen Eroberer organisiert und durchgeführt. Seine Aufgaben und Rechte waren in einer Capitulación niedergelegt. Wenn dieser Eroberer keine Güter oder eigenen Einnahmen zur Finanzierung der Aktion hatte, suchte er Teilhaber oder Darlehensgeber, um die notwendigen Mittel für das Unternehmen aufzubringen. Das geschah im Austausch gegen das Versprechen, später das Geld mit ergiebigen Renditen zurückzuerhalten oder bei der Verteilung der Kriegsbeute und der Landvergabe in den eroberten Gebieten berücksichtigt zu werden. Die Capitulaciones der Krone von Kastilien enthielt üblicherweise kein Versprechen auf einen Adelstitel oder Herrschaftsanspruch, sondern nur die auf die Verleihung eines Amtes wie z. B. das des Gouverneurs.

### Eroberung der Insel Gran Canaria

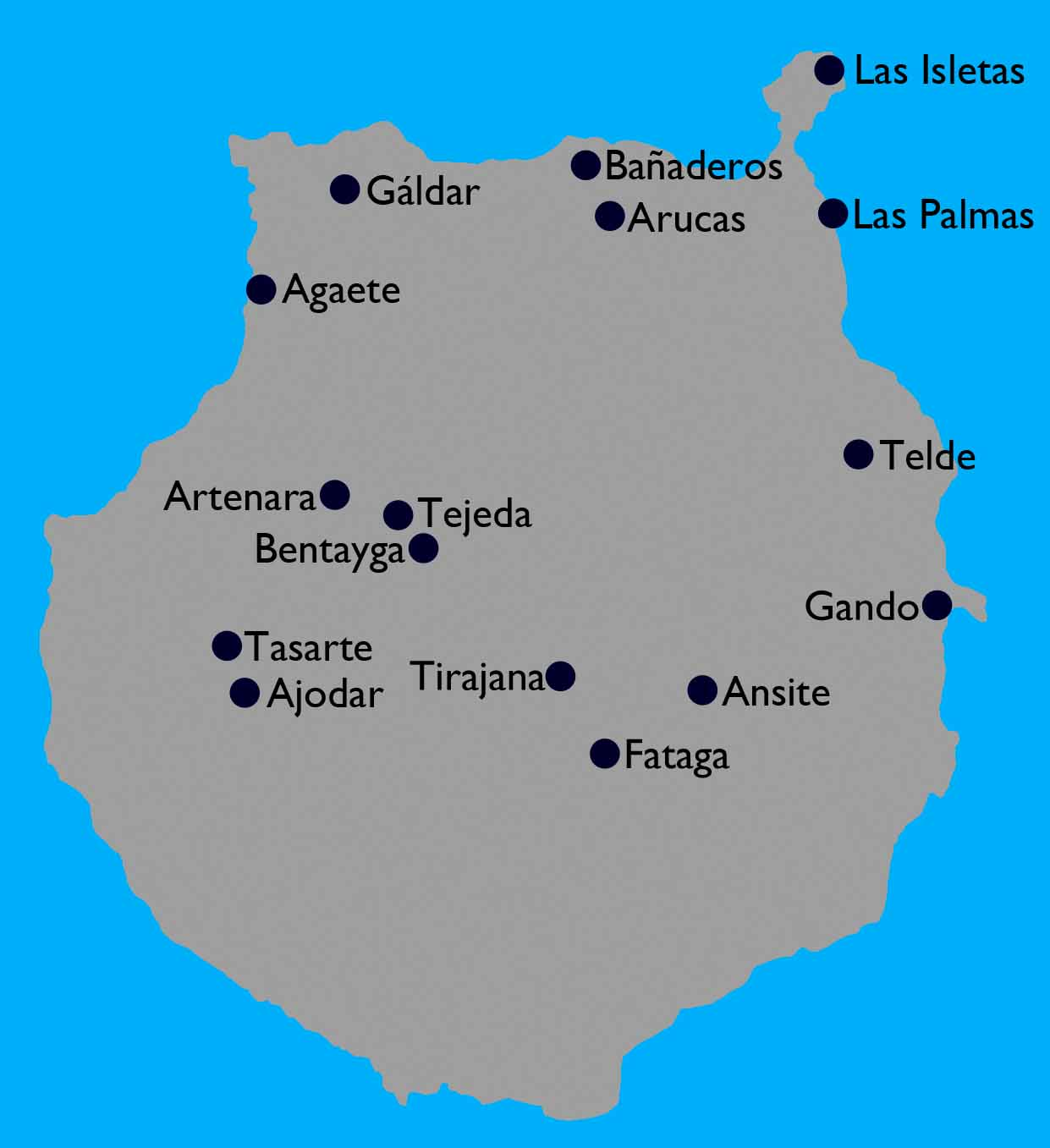
Orte die bei der Eroberung Gran Canarias 1478 bis 1483 von Bedeutung waren

Im Mai 1478 erreichten Königin Isabella und König Ferdinand in Sevilla mit dem Bischof von Rubicón Juan de Frías eine Einigung über die Eroberung der Insel Gran Canaria. Am 24. Juni 1478 landete ein über 600 Mann starkes Heer im Norden der Insel. Trotz weiterer Truppenverstärkungen kam das Unternehmen nur langsam voran. Gründe dafür scheinen ein interner Streit in der Heerführung und der unerwartet starke Widerstand der Canarios gewesen zu sein. Daher wurde Pedro de Vera y Mendoza zum alleinigen Oberbefehlshaber der Truppen und Gouverneur der Insel ernannt. Ab Juli 1481 nahm er seine Aufgaben auf der Insel wahr. Die Gefangennahme des Guanarteme von Gáldar Tenesor Semidán, eines der beiden Guanartemes der Insel, im Februar 1482 führte zu einem großen Verlust an Kampfkraft bei den Ureinwohnern. Die Kastilier errichteten verschiedene Stützpunkte auf der Insel, von wo aus sie die Canarios immer wieder angriffen. Im April 1483 kapitulierten die letzten Ureinwohner. Pedro de Vera blieb bis 1491 Gouverneur Gran Canarias.

### Eroberung der Insel La Palma

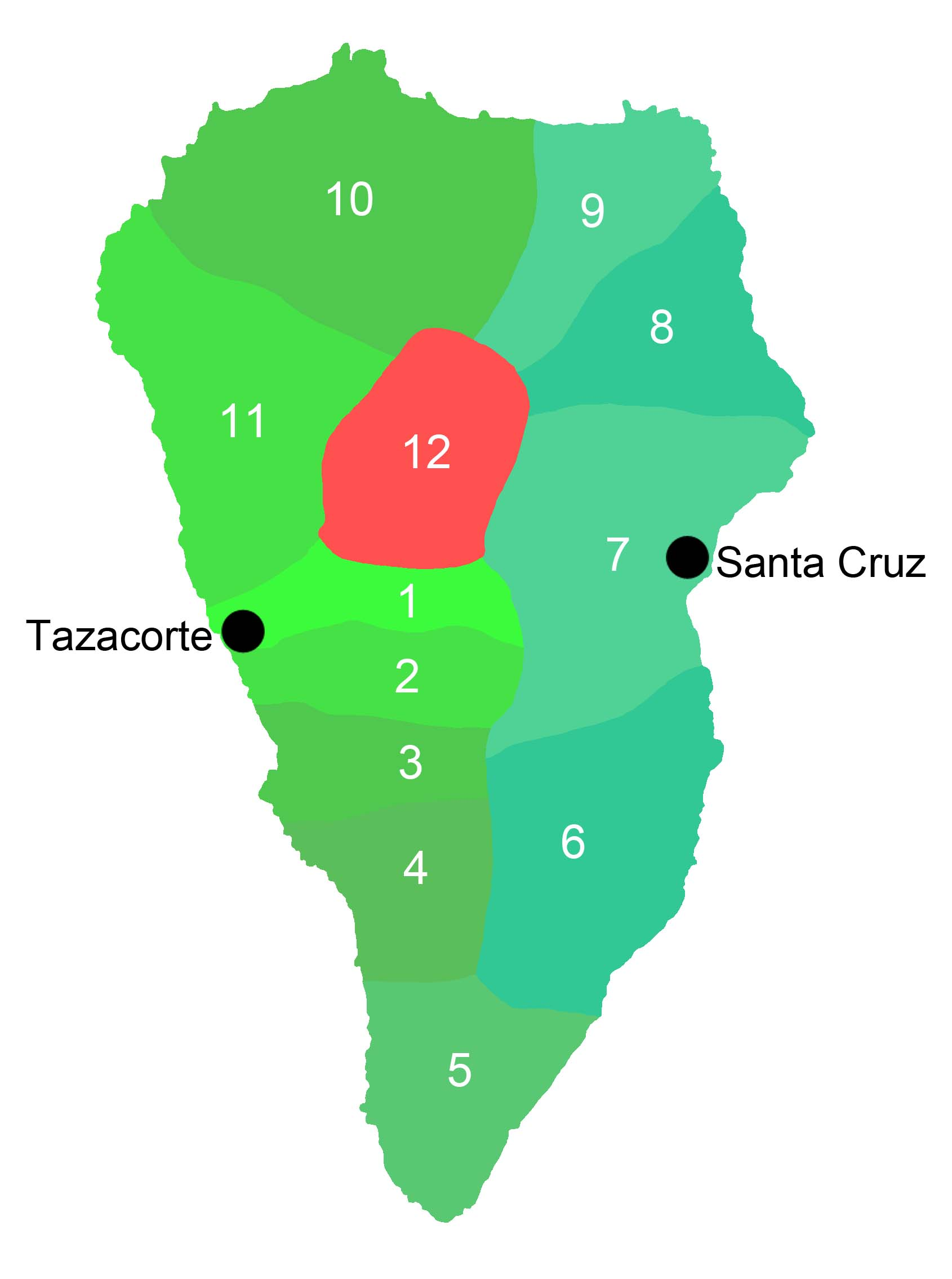
Herrschaftsgebiete auf der Insel La Palma im Jahr 1492, rot das Gebiet der Aceró

Durch den 1479 zwischen Portugal und Kastilien abgeschlossenen Vertrag von Alcáçovas war der Streit um das Recht an den Kanarischen Inseln beigelegt. Die Bedeutung der Eroberung der Islas de Realengo verringerte sich dadurch. Nach 1492 führte die Lage der Inseln auf dem Weg nach „Westindien“ dazu, dass die Krone von Kastilien die Herrschaftsverhältnisse auf den restlichen nicht eroberten Inseln La Palma und Teneriffa eindeutig festschreiben wollte.
1492 vereinbarten Königin Isabella und König Ferdinand mit Alonso Fernández de Lugo die Eroberung der Insel La Palma. Am 8. Juni 1492 wurde eine Capitulación ausgestellt in der neben der Regelung finanziellen Angelegenheiten auch eine Ernennung Alonso Fernández de Lugos zum Gouverneur der Insel auf Lebenszeit enthalten war. Alonso Fernández de Lugo verfügte selbst nicht über die notwendigen Mittel. Er gründete eine Handelsgesellschaft mit zwei italienischen Kaufleuten. Sie waren an den Kosten und den Gewinnen beteiligt wie das unter Händlern üblich war.
Am 29. September 1492 landete Alonso Fernández de Lugo mit einem Heer von etwa 900 Mann an der Westküste der Insel La Palma. Die Truppe bestand zum Teil aus Ureinwohnern der Insel Gran Canaria. Sie konnte ohne Kämpfe in den Süden der Insel vorstoßen. In Tigalate fand ein bewaffneter Zusammenstoß mit den Benahoaritas statt, die sich geschlagen zurückzogen. Die Eroberung der Insel wurde ohne kriegerische Zwischenfälle größerer Bedeutung fortgesetzt. Im Frühjahr 1493 blieb nur noch der Bezirk Aceró, in der militärisch nicht einnehmbaren Caldera de Taburiente unter der Herrschaft der Ureinwohner. Da die Bewohner innerhalb ihres Gebietes autark waren, erschien eine Belagerung zwecklos. Daher war Lugo auf Verhandlungen angewiesen. Dazu sollte ein Verwandter Tanausús, des Herrschers der Acerós, ein Treffen zwischen beiden Führern vereinbaren. Tanausú nahm das Angebot an unter der Bedingung, dass sich die kastilischen Truppen nach Los Llanos zurückzögen. Die Verhandlungen wurden ergebnislos abgebrochen. Auf dem Rückweg von diesem Treffen wurden Tanausú und seine Leute, entgegen dem Versprechen der Kastilier, überfallen und gefangen genommen. Der Widerstand der Ureinwohner der Insel La Palma brach damit zusammen. Die Insel galt ab Mai 1493 als unterworfen.

### Eroberung der Insel Teneriffa

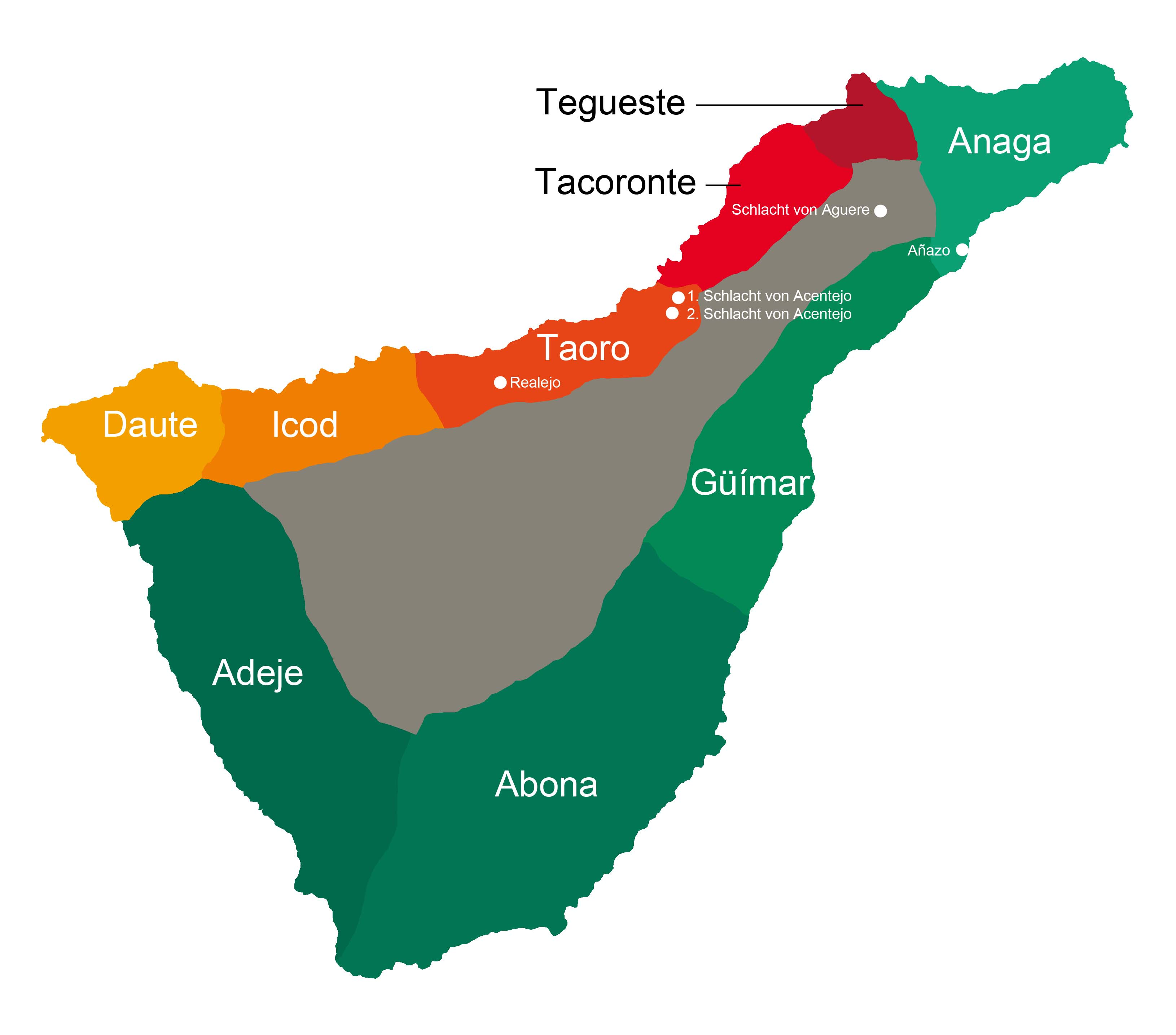
Friedliche Menceyatos (grün) kriegerische Menceyatos (rot)

Nachdem Alonso Fernández de Lugo in den Jahren 1492 und 1493 die Bevölkerung der Insel La Palma unterworfen hatte, einigte er sich mit der Krone von Kastilien auf die Bedingungen der Eroberung der Insel Teneriffa. Die Einzelheiten wurden in den Capitulaciones de Zaragoza festgelegt, die Königin Isabella und König Ferdinand im Dezember 1493 ausstellten. Alonso Fernández de Lugo gründete eine Gesellschaft mit einer Reihe von Geldgebern aus Sevilla und Militärpersonen, die durch den zu erwartenden Gewinn der Aktion entschädigt werden sollten.
Im Mai 1494 landeten 1.500 Infanteristen und 150 Reiter unter dem Befehl Alonso Fernández de Lugos am Strand von Añaza etwas südlich der heutigen Innenstadt von Santa Cruz de Tenerife. Mit den Menceyes von Anaga, Güímar, Abona und Adeje wurden Friedensverträge geschlossen. Ein Gespräch zwischen dem Mencey von Taoro Bencomo und Alonso Fernández de Lugo, führte nicht zu einer Übereinkunft. Die Menceyes von Tegueste, Tacoronte, Taoro, Icod und Daute waren nicht bereit sich den kastilischen Königen zu unterwerfen. Daraufhin marschierten die kastilischen Truppen in Richtung des Gebietes von Taoro (Orotava-Tal).
Im Barranco de Acentejo, einer Schlucht, in der Nähe der heutigen Stadt La Matanza de Acentejo wurden die kastilischen Truppen von den Kämpfern der Guanchen angegriffen. Aufgrund der Enge des Barrancos waren die Kastilier nicht in der Lage eine Kampfordnung einzunehmen und so ihre überlegene Waffentechnik zu nutzen. Die Erste Schlacht von Acentejo endete in einem „Gemetzel“ (spanisch Matanza), das von den Angreifern nur 300 Fußsoldaten und 60 Reiter überlebten. Sie verließen Anfang Juni 1494 die Insel Teneriffa in Richtung Gran Canaria.
Alonso Fernández de Lugo verkaufte seinen gesamten Besitz auf Gran Canaria und schloss erneut mit verschiedenen Geldgebern Verträge ab. Er rüstete ein neues Eroberungsheer aus, das zu einem großen Teil aus Söldnern bestand, die bei der Eroberung des Königreiches Granada mitgekämpft hatten. Sie wurden von dem Herzog von Medina-Sidonia ausgerüstet und bezahlt. Eine weitere Gruppe waren kastilische Soldaten, die sich nach der Eroberung der Insel Gran Canaria auf dieser Insel niedergelassen hatten. Darüber hinaus waren 40 Ureinwohnern der Insel Gran Canaria mit ihrem früheren Fürsten Fernando Guanarteme an der Spitze in die Eroberungstruppe integriert.
Anfang November 1495 landeten 1.500 Mann und 100 Pferde wieder in Añaza. Nach der Landung erneuerte Alonso Fernández de Lugo die Verträge mit den Menceyes der Süd-Ost-Seite der Insel. Er ließ die noch bestehende Befestigungsanlage von Añaza durch Steinmauern verstärken und eine neue Anlage bei Gracia (heute zwischen La Laguna und Santa Cruz gelegen) auf dem Gebiet des feindlichen Menceyatos Tegueste errichten. Diese Anlage stellte einen Vorposten für zukünftige kriegerische Unternehmungen gegen die Menceyatos des nördlichen Teils der Insel dar.
Am 14. November 1495 standen sich in der Schlacht von Aguere die Ureinwohner und die Invasoren auf der Ebene von Aguere dem heutigen La Laguna, auf einem freien Gelände gegenüber. Diese Aufstellung ermöglichte den Kastiliern ihre überlegene Kriegstechnik, Feuerwaffen, Armbrüste und Kavallerie zu nutzen. Dem hatten die Guanchen nur Holzspeere und Steine und die fünffache Zahl von Kämpfern entgegenzusetzen. Sie mussten sich nach einem mehrere Stunden dauernden Kampf geschlagen zurückziehen. In der Schlacht von Aguere wurden 45 von Lugos Männern und 1.700 Guanchen getötet.
Nach der Schlacht von Aguere drangen die Kastilier weiter nach Westen in das Herrschaftsgebiet Taoro vor. Am westlichen Rand des Orotavatals wurde ein Heerlager (spanisch real) errichtet, aus dem sich der Ort Realejos entwickelte.
Am Weihnachtstag 1495 marschierten die kastilischen Truppen von ihrem Heerlager aus in Richtung Nordosten. Sie trafen nahe dem Ort der ersten Schlacht von Acentejo auf die Guanchen und es kam zu einer Schlacht. Über den Ablauf dieser Zweiten Schlacht von Acentejo sind kaum glaubwürdige Berichte vorhanden. Nachdem während des größten Teils des Tages gekämpft worden war, zeigte sich, dass die Guanchen besiegt waren.
Am 15. Februar 1496 wurden die von Alonso Fernández de Lugo befehligten Truppen aus dem Dienst entlassen. Die Kriegsveteranen des Herzogs von Medina-Sidonia erreichten bereits in den ersten Tagen des März Andalusien. Es blieben nur die Soldaten auf der Insel, die sich hier niederlassen wollten und auf ihre Landzuweisungen warteten.
Im Mai 1496 (als offizielles Datum wird der 25. Juli, der Feiertag des spanischen Nationalheiligen Santiago genannt) kapitulierten die Meceyes der Herrschaftsgebiete der Nordseite der Insel in einer durch die Kastilier inszenierten feierlichen Zeremonie im Heerlager von Realejos. Anschließend fuhr Alonso Fernandez de Lugo mit sieben, nach anderen Quellen mit neun Menceyes nach Almazán, um sie dort Königin Isabella und König Ferdinand vorzustellen.

## Christoph Kolumbus

Christoph Kolumbus

Christoph Kolumbus machte auf der Insel La Gomera seine letzte Zwischenstation, bevor er am 6. September 1492 zu seiner Reise nach Indien aufbrach, mit der er aber Amerika erreichte. Seine kleine Flotte hielt sich zuvor fast vier Wochen zwischen den Inseln Gran Canaria und La Gomera auf, wobei sie technische und logistische Unterstützung von den Inseln erhielt. Die Karavelle La Pinta hatte einen schweren Ruderschaden und leckte. Kolumbus ließ auch die Takelung dieses Schiffes und möglicherweise die der Karavelle La Niña ändern. Diese Reparaturen wurden auf Gran Canaria durchgeführt, wahrscheinlich in der Bucht von Gando, wo heute der Flughafen Gran Canaria liegt. Merkwürdigerweise wird der Aufenthalt der kleinen Flotte des Kolumbus in der einschlägigen älteren und neueren Literatur weitgehend übergangen, obwohl es offensichtlich ist, dass ohne die Stützpunkte auf den Kanarischen Inseln Amerika außerhalb der Reichweite der damaligen Schiffstechnik lag. Die Schiffe waren noch zu klein und zu langsam, um die entsprechenden Mengen an Proviant und Wasser für sehr lange Reisen aufnehmen zu können, zumal eine übergroße Besatzung an Bord war, weil Tag und Nacht gesegelt wurde. Wahrscheinlich war die Fahrt von Palos de la Frontera zu den Kanarischen Inseln eher eine Testfahrt zur Erprobung der Schiffe und zum Trainieren der Mannschaft. Die eigentliche Reise zu den Indias ging erst von La Gomera los, wie schon Fernando Kolumbus, Sohn Christoph Kolumbus’ und erster Biograph seines Vaters, anmerkte.
Auf seiner zweiten Reise steuerte Christoph Kolumbus El Hierro an. Nachdem er frischen Proviant und dann auch günstigen Wind hatte, startete seine Flotte von 17 Schiffen nach 19 Tagen auf der Insel, am 3. Oktober 1493, von der Bahía de Naos aus in die Neue Welt.

## 16. bis 19. Jahrhundert

### Bevölkerung mit Aus- und Einwanderungen
Zur Zeit der spanischen Eroberung, die fast ein Jahrhundert (1402 bis 1496) andauerte, war die Einwanderung im Verhältnis zur Urbevölkerung relativ groß, obwohl man davon ausgeht, dass am Ende nur wenige Siedler geblieben sind. Man vermutet nur etwa 300 Familien jeweils auf Gran Canaria und Teneriffa, die sich mit den Ureinwohnern vermischten. Um 1600 wurden 500 Sklaven auf die Inseln verkauft, wobei es sich allerdings um Nachkommen nach Sevilla verkaufter Sklaven handelte. Im Grunde kann man die Kanaren zu dieser Zeit als unterbesiedelt bezeichnen, da Amerika attraktiver schien.
Mitte des 16. Jahrhunderts überstieg die Bevölkerung der Kanarischen Inseln die Zahl von 35.000 Einwohnern nicht. Die Bevölkerung konzentrierte sich zu etwa drei Vierteln auf die Inseln Gran Canaria und Teneriffa. Teneriffa war mit 9.000 bis 10.000 Einwohnern die am stärksten bevölkerte Insel. Etwa 2.500 davon stammten von der Urbevölkerung ab und kamen von Teneriffa, Gran Canaria oder La Gomera.
Auf Gran Canaria gab es in der zweiten Hälfte des 16. Jahrhunderts zwei Phasen, die sich jeweils durch einen starken Bevölkerungszuwachs am Anfang und einen Stillstand am Ende auszeichnen. Zu Beginn des Jahrhunderts lebten weniger als 3.000 Einwohner auf der Insel. Die vor allem durch die Zuckerrohrwirtschaft angetriebene Einwanderung von der iberischen Halbinsel und die Einschleppung afrikanischer Sklaven ließ die Zahl der Einwohner bis 1550 auf 8.000 anwachsen. Am Ende des Jahrhunderts hielt sich diese Zahl jedoch kaum und sank zu Anfang des 17. Jahrhunderts sogar auf etwa 6.000 Einwohner ab. Die Ursache dafür waren Piratenüberfälle in den 1590er Jahren, Epidemien, Missernten und die Auswanderung, die der wirtschaftliche Zusammenbruch nach Ende der Zuckerrohrwirtschaft mit sich brachte.
Die übrigen Inseln wiesen am Ende des 16. Jahrhunderts folgende Bevölkerungszahlen auf: La Palma 5.580 Einwohner, La Gomera 1.265 Einwohner, El Hierro 1.250 Einwohner, Lanzarote weniger als 1.000 Einwohner und Fuerteventura etwa 1.900 Einwohner.
Das 17. Jahrhundert war – im Gegensatz zu dem, was auf der iberischen Halbinsel geschah – eine Periode demografischen Wachstums. Die Bevölkerung der Kanaren stieg von 41.000 im Jahre 1605 auf 105.075 im Jahre 1688, die sich mit einem Anteil von etwa 70 Prozent auf die westlichen Inseln konzentrierte. Teneriffa und Gran Canaria waren mit 50.000 bzw. 22.000 Einwohnern weiterhin die meistbevölkerten Inseln. Von den kleineren Inseln war La Palma die einzige, die die Einwohnerzahl von 14.000 überschritt. Der Rest der Inseln erfuhr wichtige Zuwächse, die die Einwohnerzahlen auf etwa 4.000 pro Insel anwachsen ließen.
Die Ursache dieses ungleichen Wachstums war der wirtschaftliche Aufschwung Teneriffas und La Palmas durch die Umstellung auf die stark exportfähige Weinwirtschaft. Gleichzeitig litten die östlichen Kanaren noch immer unter dem wirtschaftlichen Zusammenbruch des Zuckerrohrs, Piratenangriffen, Epidemien und der Auswanderung nach Teneriffa und La Palma. Dies alles erklärt den Stillstand der Bevölkerungszahlen, der erst im letzten Drittel des Jahrhunderts endete.
Das demografische Wachstum setzte sich während des 18. Jahrhunderts fort. Die inselübergreifende Bevölkerung stieg von 105.075 am Ende des 17. Jahrhunderts auf 194.516 im Jahre 1802. Die Verteilung der Bevölkerung war wiederum ungleich: Mehr als zwei Drittel konzentrierten sich auf großen Inseln Teneriffa und Gran Canaria, während sich El Hierros Bevölkerungszahlen im gesamten Zeitraum des Jahrhunderts nicht veränderten. Im Gegensatz zu den vorhergehenden Jahrhunderten stieg diesmal jedoch die Bevölkerung der östlichen Inseln stark an, da die westlichen unter einer Weinkrise litten, die zur Auswanderung nach Amerika führte.
Die Auswanderung von den Kanarischen Inseln nach Amerika war im Verlauf der langen Geschichte der spanischen Kolonien in Amerika zeitweise verboten oder gefördert, mal illegal, mal legal. Aber über 500 Jahre, bis in die 1950er Jahre, lief die Auswanderung immer weiter. Für bestimmte Gegenden Lateinamerikas war die kanarische Auswanderung entscheidend für ihre Besiedlung. Die wichtigsten Ziele waren in Lateinamerika an erster Stelle Venezuela, Kuba und Hispaniola, weniger Uruguay und der Norden Mexikos. Gründe waren die Angriffe der Korsaren und Piraten auf die Inseln, der Zusammenbruch der jeweiligen Monokulturen (Zuckerrohr, Wein, Cochenille), Hunger durch lange Dürreperioden und folgenschwere Vulkanausbrüche, wie 1706 die Zerstörung des wichtigsten Hafens Garachico auf Teneriffa und von 1730 bis 1736 umfangreiche Ausbrüche auf Lanzarote. Doch insbesondere die fortschreitende Konzentration auf wenige Familien der innerkanarischen Besitzverhältnisse trieb die wachsende Bevölkerung der Kanarischen Inseln in die Emigration. Noch im 18. Jahrhundert wanderte ein Teil der kanarischen Bevölkerung nach Louisiana aus. In Amerika (und heute noch auf Kuba) wurden sie Isleños genannt. Eine letzte große illegale Auswanderungswelle, hauptsächlich in Richtung Venezuela, fand zwischen 1936 und 1945 statt, in der Zeit während und insbesondere nach dem Spanischen Bürgerkrieg. Nach Ende des Zweiten Weltkrieges wurde die Emigration legalisiert, so dass in wenigen Jahren die enorme Anzahl von etwa 100.000 Menschen (von etwa 700.000) die Inseln in Richtung Venezuela verließen. Venezuela wird auf den Kanaren deshalb häufig als Die achte Insel bezeichnet. Viele dieser Auswanderer, oder ihre Kinder bzw. Enkel, sind mittlerweile zurückgekehrt, oder versuchen die Rückkehr. Durch den jahrhundertelangen Austausch zwischen den Kanariern auf beiden Seiten des Atlantiks sind viele Elemente der südamerikanischen Kultur und des Sprachgebrauches auf den Inseln heimisch geworden, das kanarische Spanisch hat seine Spuren in Lateinamerika hinterlassen. So haben sich heute zahlreiche Elemente, besonders des karibischen Spanisch, mit dem Spanisch der Inseln vermischt.

### Gesellschaft
Die kanarische Gesellschaft wies die üblichen Merkmale europäischer Gesellschaften auf: Die Bevölkerung bestand hauptsächlich aus Landwirten, in der Regel ohne eigenen Landbesitz, die Gesellschaftsordnung wies Privilegien für die adligen und kirchlichen Eliten aus, es gab einen zahlenmäßig großen Klerus und Sklavenwirtschaft.
Der Adel bestand aus Nachkömmlingen der Anführer der Eroberung der Kanarischen Inseln. Ihre wirtschaftliche Macht erschöpfte sich im Besitz weitläufiger Landgüter und dem Export von Produkten wie Zucker im 16. Jahrhundert und Wein im 17. Jahrhundert. Die dadurch erwirtschafteten Einkünfte flossen in die Verwaltung kirchlicher Güter, Ländereien und Werke. Sie kontrollierten die politischen und militärischen Kräfte und konzentrierten sich auf die großen Bevölkerungszentren auf den Inseln wie Las Palmas, La Laguna und La Orotava. Obwohl sie Allianzen mit dem Mittelstand schlossen, insbesondere mit zugewanderten Familien, bildeten sie eine in sich geschlossene, endogame gesellschaftliche Gruppierung.
Der Klerus war stark besetzt. Während des 16. und 17. Jahrhunderts bildeten sich dank der Schirmherrschaft des Adels und dem kommerziellen Mittelstand zahlreiche religiöse Orden. Von der zahlenmäßigen Stärke kündet der Überfluss an Konventen in den Hauptstädten der Inseln, wie etwa in La Laguna, Las Palmas, La Orotava, Telde, Garachico, Santa Cruz de La Palma und Teguise. Der Klerus war befreit von Steuern und empfing von den Bauern den Zehnten. Vom Zehnten profitierte jedoch nur der hochrangige Klerus (Bischöfe, Kanoniker, Dekane), während der niedrige Klerus in denselben misslichen Umständen lebte wie der Großteil der übrigen Bevölkerung. Die untätige Bevölkerungsgruppe wurde vom Rest der Gesellschaft getragen, so dass sie insbesondere während der wirtschaftlichen Krisen eine ökonomische Last darstellte.
Der Dritte Stand war eine lose Ansammlung verschiedener Bevölkerungsgruppen, die sich in ihrer Beschäftigung und ihrem Einkommen unterschieden, aber gleichsam alle Abgaben zu leisten hatten und bis auf wenige Ausnahmen von einträglichen Ämtern ausgeschlossen waren. Die einzelnen Untergruppen waren Mittelstand, Landwirte, Handwerker, Randgruppen und Sklaven.
Der Mittelstand setzte sich hauptsächlich aus europäischen Einwanderern zusammen, die sich auf den Kanaren niedergelassen hatten. Sie bezogen ihre gehobene wirtschaftliche und gesellschaftliche Position aus Produktion und Vertrieb von Zucker und Wein und standen eng mit der Führungsschicht in Verbindung. Die Bauern machten mehr als 80 Prozent der Bevölkerung aus und unterschieden sich darin, ob sie eigenen Landbesitz hatten oder als Tagelöhner auf fremden Gütern arbeiteten. Sie waren auf Gedeih und Verderb dem Ernteerfolg ausgeliefert und sahen sich entsprechend häufig mit Hungersnöten und Epidemien konfrontiert. Die Zahl der Handwerker auf den Inseln war gering, denn die Bevölkerungszahl war niedrig und der Großteil der Bevölkerung verrichtete anfallende Arbeiten selbst. Nur für wenige Aufgaben wurden Küfer, Schmiede, Zimmerleute und ähnliche Spezialisten benötigt. Die Handwerkerschaft beschränkte sich auf große Siedlungen. Innerhalb der Gruppe der Handwerker gab es Randgruppen, die sich unangesehenen Aufgaben widmeten: Scharfrichter, Fleischer und Hebammen. Ferner gab es Vagabunden und Bettler, deren Zahl mit Steigen und Fallen der Konjunktur einherging. Sklaven spielten eine bedeutende Rolle in der Gesellschaftsordnung. Die teils von den Guanchen abstammenden oder aus Afrika eingeführten Leibeigenen führten landwirtschaftliche oder häusliche Arbeiten aus. Berberische Sklaven waren in großer Zahl auf Lanzarote und Fuerteventura anzutreffen, wo sie den Mangel an einheimischer Bevölkerung ausglichen. Sie stammten aus Raubzügen an der benachbarten afrikanischen Küste zum Fangen sklavischer Arbeitskräfte. Die schwarzen Sklaven wurden in den Zuckerrohrplantagen auf Teneriffa, Gran Canaria und La Palma eingesetzt. Die Sklaven spielten zahlenmäßig bei der Zusammensetzung der Bevölkerung keine große Rolle; als der Zuckerrohranbau abgeschafft wurde, reduzierte sich ihre Anzahl durch Freilassung erheblich. Freigelassene Sklaven standen auf der untersten Stufe der Gesellschaft, ihre Nachkommen vermischten sich jedoch mit den anderen Bevölkerungsgruppen.

### Piraterie

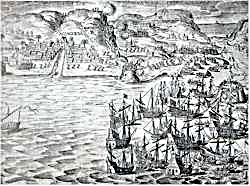
Die Flotte von Pieter van der Does 1599 vor Las Palmas

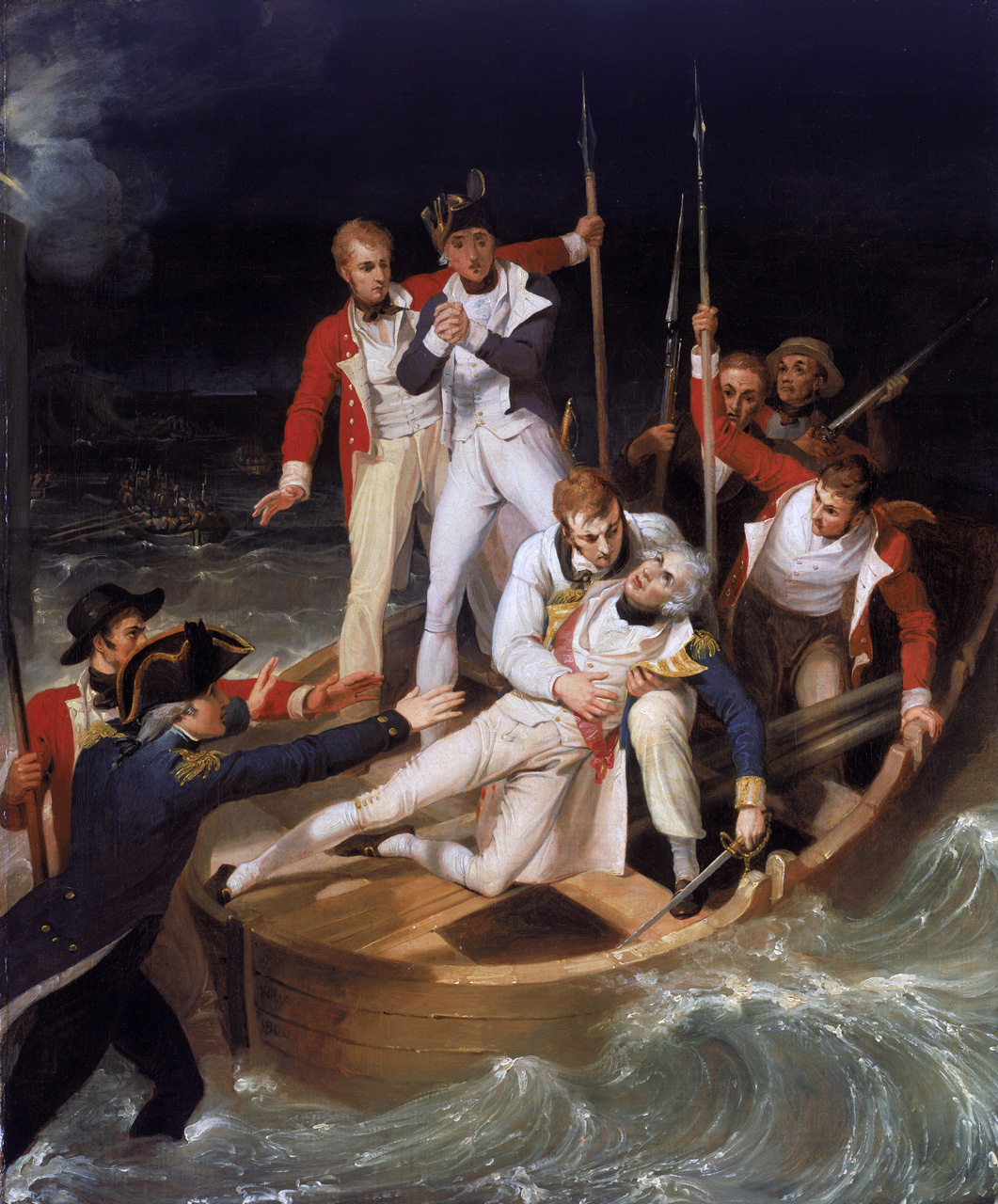
Horatio Lord Nelson verwundet am 24. Juli 1797 auf Teneriffa

Der Kanarische Archipel, mit einigen großen Seehäfen, stellte für etwa 300 Jahre das wichtigste Bindeglied auf den bedeutenden Handelsrouten für Segelschiffe zwischen Europa und Amerika dar. Das machte die Inselgruppe von Anfang an für Piraten interessant. Schon 1553 gelang es dem französischen Korsaren François LeClerc Santa Cruz de La Palma auszuplündern. Ein Jahr später versuchte der Franzose Durand de Villegaingnong das Gleiche, musste sich aber geschlagen geben. Jacques Sores, auch Franzose, griff 1570 ebenfalls La Palma an. Eine holländische Flotte von über 70 Schiffen kreuzte 1599 vor Gran Canaria auf. Unter dem Kommando des Admirals Pieter van der Does gelang es den Holländern zwar an Land zu kommen und Las Palmas einzunehmen, scheiterten aber unter vielen Verlusten bei einem Versuch ins Innere der Insel vorzudringen an der listigen Verteidigungsstrategie der kanarischen Verteidiger. Ein vorangegangener Überfall auf San Sebastián de La Gomera endete für Pieter van der Does ebenfalls in einer Niederlage. Bereits 1571 wurde San Sebastián von Jean Capdeville dem Erdboden gleichgemacht. Im Laufe der Jahrhunderte wurden auf einigen Inseln Festungen zum Schutz gegen Piraten errichtet, wie das Castillo de San Gabriel bei Arrecife auf Lanzarote. Hier ereignete sich 1618 der letzte schwere Überfall algerischer Piraten, bei dem viele Einheimische aus der Cueva de los Verdes verschleppt und als Sklaven verkauft wurden.
Auch England versuchte mehrfach die Inseln einzunehmen, da es nahezu die Herrschaft über die Weltmeere errungen hatte. William Harper griff 1593 Lanzarote und Fuerteventura an. Sir Francis Drake wurde 1585 und noch einmal 1595 vor Las Palmas erfolgreich abgewehrt. Walter Raleigh überfiel 1595 Fuerteventura und Teneriffa, sowie 1616 die Stadt Arrecife. Ein Angriff des Admiral Blake auf Teneriffa schlug 1657 fehl. John Jennings musste sich bei einem Angriff auf Santa Cruz de Tenerife 1706 geschlagen geben, genauso wie Woodes Rogers zwei Jahre später. 1744 griff Charles Windon San Sebastián de la Gomera und La Palma an. Admiral Horatio Nelson bedrohte 1797 mit sieben großen Kriegsschiffen Santa Cruz de Tenerife und wollte mit etwa 700 Mann per Handstreich zunächst das zentrale Fort der Stadt stürmen. Der Plan gründete sich auf die Unwahrscheinlichkeit, gerade die stärkste, zentrale Stellung des Hafens anzugreifen, aber die Verteidiger hatten ihn trotzdem erahnt. Die daraufhin umpostierte Hafenartillerie versenkte eines seiner größeren Landungsschiffe und viele der Landungsboote. Die vollkommen durchnässte und fast munitionslose Truppe, die es trotzdem an Land geschafft hatte, wurde von den kanarischen Milizen mitten in Santa Cruz eingeschlossen. Der schwer verwundete Nelson musste aufgeben, denn er hatte nicht nur 226 seiner Leute verloren, die bei der verunglückten Landung ertranken oder erschossen worden waren, sondern auch seinen rechten Arm, als er an der Spitze seiner Soldaten die kleine Mole von Santa Cruz entern wollte. Die Splitter einer berstenden Kanonenkugel trennten ihm fast den rechten Unterarm ab. Nur mit viel Glück schaffte es sein Boot wieder zurück zu den Schiffen, wo der verletzte Arm bis zur Schulter amputiert werden musste, von einem französischen Arzt mit einer einfachen Säge auf einem Kajütentisch. Die gefangenen überlebenden Engländer schickte General Antonio Gutierrez, der Nelsons Angriffsplan erraten hatte, mit einer noblen Geste zurück. Heute erinnert die mächtige alte Bronzekanone El Tigre im Militärmuseum von Santa Cruz, die dem Glauben nach den entscheidenden Schuss abgefeuert haben soll, der Nelson den Arm kostete, an seine einzige Kapitulation.

### Wirtschaft
Während drei Jahrhunderten stellte die Landwirtschaft die wirtschaftliche Triebfeder der Kanarischen Inseln dar. Der gewöhnliche Anbau diente dazu die Bevölkerung zu ernähren, doch Zuckerrohr und Wein waren für den Export bestimmt.

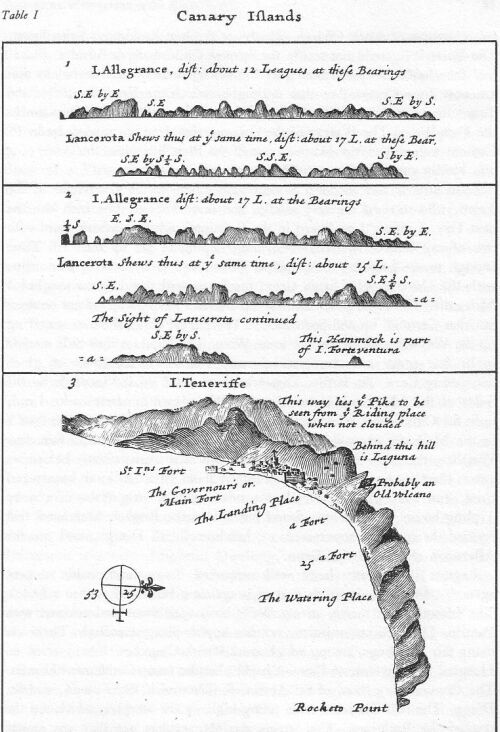
Karte der Kanaren von William Dampier 1699

Das Hauptprodukt des Anbaus für den Eigengebrauch war Getreide. Die Getreideproduktion nahm im 16. Jahrhundert stark zu, denn die Feldfrüchte stellten das Hauptnahrungsmittel der Kanaren dar; dementsprechend viele Bauern waren mit ihrem Anbau beschäftigt. Angebaut wurden Weizen, Gerste und in kleinem Umfang auch Roggen. Einige Inseln, beispielsweise Lanzarote, Teneriffa, Fuerteventura und La Palma, erwirtschafteten Überschüsse, die von Inseln mit defizitärem Getreideanbau importiert wurden. Während des 17. Jahrhunderts änderte sich die Situation. Obwohl der Getreideanbau seinen Stellenwert behielt, gerieten einige Inseln, allen voran Teneriffa, wegen des verstärkten Weinanbaus auf die defizitäre Seite, so dass sie von Fuerteventura, Lanzarote und sogar Marokko Getreide nachkaufen mussten. Im 18. Jahrhundert erlaubte die Weinbaukrise den Getreidemärkten Teneriffas und La Palmas eine Erholungsphase, die Verluste durch den Weinbau konnten jedoch trotz intensiver Suche nach Absatzmärkten in Holland und später den Vereinigten Staaten nicht ausgeglichen werden. Zur gleichen Zeit breiteten sich mit Kartoffeln, Mais und Tomaten neue, aus Amerika eingeführte Anbauprodukte aus, die rasch an Bedeutung gewannen und Abwechslung in die bisher einseitige Ernährung der Kanaren brachte. Der große Erfolg dieser neuen Anbauprodukte ließ die kanarische Wirtschaft von neuem erstarken, während vulkanische Aktivität auf Lanzarote dem Weinbau einen Aufschwung bescherte.
Der für den Export bestimmte Anbau entwickelte sich parallel zu dem für den Eigenverbrauch. Direkt nach der Eroberung und in der ersten Hälfte des 16. Jahrhunderts wurde von Madeira aus der Zuckerrohranbau eingeführt. Besonders auf Gran Canaria nahm er einen hohen Stellenwert ein und belegte große Teile der nördlichen und östlichen Ländereien, bis zu einer Höhe von 500 Metern über NN, aber auch auf Teneriffa, La Palma und La Gomera war er von Bedeutung. Zuckerrohr wurde mit Hilfe von Bewässerungsanlagen angebaut und verbrauchte große Wassermengen. Weil er den Boden auslaugte, mussten ständig neue Anbauflächen gerodet werden. Zum Auskochen des Zuckers aus dem Zuckerrohrbrei wurden große Mengen Holz benötigt. Alle drei Ressourcen – Wasser, Boden und Holz – waren knapp auf den Kanarischen Inseln und verteuerten das Endprodukt Zucker. Zucker und Zuckerrohr wurden neben der iberischen Halbinsel nach Flandern, Frankreich und Genua exportiert. Die Kontrolle dieses Wirtschaftszweiges lag bei ausländischen Kaufleuten, besonders Genuesen und Flamen. Der Zuckerrohranbau lohnte sich für die Kanaren, bis er auch in Amerika eingeführt und von dort aus nach Europa exportiert wurde. Die niedrigeren Kosten der amerikanischen Herstellung ließen den Zuckermarkt Mitte des 16. Jahrhunderts zusammenbrechen, was schwerwiegende Auswirkungen auf die kanarische Gesellschaft hatte.
Wegen der Zuckerkrise wurde Ende des 16. Jahrhunderts der Wein als Hauptprodukt der kanarischen Exportlandwirtschaft eingeführt. Einführung und Höhepunkt der Weinwirtschaft fielen mit einem Preishoch bei Wein zusammen, so dass dieser Produktionszweig lohnend war. Weinbau wurde vor allem auf Teneriffa und La Palma betrieben, wo die Anbaufläche auf Kosten der Landwirtschaft für die Eigenversorgung vergrößert wurde. Die Weinproduktion Teneriffas belief sich Ende des 17. Jahrhunderts auf 30.000 Fässer jährlich, wobei ein Fass 480 Litern entsprach. Der Wein wurde nach Flandern, Frankreich und auf das spanische Festland exportiert, vor allem aber nach England, wo der kanarische Wein großes Ansehen genoss. Auch in den englischen Kolonien in Amerika wurde kanarischer Wein verkauft. Die Weinwirtschaft lag zunächst in Händen bekehrter Juden und einiger Kaufleute aus Sevilla, später kamen englische, holländische und französische Kaufleute hinzu. Der Niedergang des Weinbaus folgte ab 1680, als portugiesische Weine die kanarischen vom britischen Markt drängten. Die daraufhin folgende Wirtschaftskrise machte sich vor allem in Teneriffa bemerkbar, indem große Teile der Bevölkerung auf die anderen kanarischen Inseln, oder in amerikanische Kolonien, auswanderten und die Bevölkerungszahl in der Folge stagnierte.
Die Inseln mit Exportbeziehungen ins Ausland – Teneriffa, La Palma und Gran Canaria – fungierten als Zwischenhändler für die anderen Inseln. Der größte Teil des wirtschaftlichen Austauschs mit dem Ausland betraf Europa. Im 16. und 17. Jahrhundert importierten die Kanaren Stoffe, Werkzeuge, Luxusgüter und verschiedene Fertigwaren und exportierten neben Zucker und Wein, Orseille, Getreide und Leder. Während dieser Zeit gab es zudem Handel mit Amerika, der wegen des Casa de Contratación großteils illegal war. Nach Amerika exportierten die Kanaren Wein, Essig, Birnenkonserven, Quitten, Trockenfrüchte und ähnliches. Im Gegenzug importierten sie Kakao, Tabak, brasilianisches Holz und Möbel. Die Freihandelsgesetze des 18. Jahrhunderts verstärkten den Handel mit Amerika. Besondere Bedeutung kommt dem königlichen Erlass von 1718 zu, der die Handelsbeziehungen zwischen den kanarischen Inseln und Amerika auf besondere Weise legalisierte: Pro 100 Tonnen exportierter Handelsgüter mussten fünf kanarische Familien mit je fünf Mitgliedern nach Amerika auswandern. Der Erlass legte damit eine Handelspraxis schriftlich nieder, die unter dem Namen Bluttribut, tributo de sangre, bereits seit 1678 praktiziert wurde.

## 19. Jahrhundert bis heute
1812 hatte das spanische Parlament in Cádiz verfassungsmäßig eine neue Verwaltungsebene eingerichtet, demzufolge entstanden die ersten Stadt- bzw. Gemeindeverwaltungen (Ayuntamientos) auch auf den Kanaren.
Wirtschaftliche Probleme, hervorgerufen durch die Rückkehr des absolutistischen Königs Ferdinand VII. im Jahr 1814, der die zuvor fortschreitende Liberalisierung der Wirtschaft und die neue verfassungsrechtliche Ordnung von 1812 in Spanien umwarf, veranlassten Königin Isabella II. die Kanarischen Inseln 1852 zur Freihandelszone zu erklären. Die gewährten Zollvorteile führten wieder zu einer Belebung der kanarischen Wirtschaft.
1821 erklärte man die Kanaren zu einer spanischen Provinz mit der Hauptstadt Santa Cruz de Tenerife, welche sich allerdings mit Las Palmas de Gran Canaria um diesen Titel stritt. Daraus resultierte von 1840 bis 1873 eine Teilung der Inselgruppe in eine westliche und eine östliche Zone. Der Politiker und Führer der „Kanarischen Liberalen Partei“ (Partido Liberal Canario) mit Sitz auf Gran Canaria, Fernando Léon y Castillo, setzte sich mehr und mehr für die Vormachtstellung seines Gebietes ein. Das sieht man heute als Auslöser für die endgültige Teilung des Archipels an. Am 11. Juli 1912 wurde das „Gesetz der Inselräte“ (Ley de Cabildos) verabschiedet, in dem verfassungsmäßig die Inseln von ihren eigenen Inselregierungen (Cabildos) verwaltet werden sollten. Trotzdem hielt der Streit an, so dass am 21. September 1927 die beiden Provinzen Las Palmas und Santa Cruz de Tenerife ausgerufen wurden.
1931 entstand in Spanien die Zweite Republik nach demokratischen Gesichtspunkten, die aber die Konflikte im Lande nicht lösen konnte. Die Republik wurde durch das Franco-Regime gewaltsam aufgelöst. Nachdem 1936 Francisco Franco seines Amtes als Oberbefehlshaber der Armee enthoben wurde, ernannte man ihn zum Militärkommandeur (Kapitängeneral) auf den Kanarischen Inseln und in Spanisch-Marokko. Als nach der Ermordung des konservativen Politikers José Calvo Sotelo große Teile der rechtsgerichteten und faschistischen spanischen Armee gegen die Regierung revoltierten, und Franco nach dem Übersetzen von Gran Canaria aus den Oberbefehl über die Truppen in Spanisch-Marokko am 19. Juli 1936 übernahm, begann der Spanische Bürgerkrieg (1936–1939).
1964 bildet sich in Algier, Algerien, eine Unabhängigkeitsbewegung mit Namen „Movimiento por la Autodeterminación e Independencia del Archipiélago Canario (MPAIAC)“ (Bewegung für die Selbstbestimmung und Unabhängigkeit der Kanaren), deren Generalsekretär Antonio de León Cubillo Ferreira eine Republik der Guanchen, der früheren Bevölkerung, anstrebte. Man wollte sich in erster Linie vom Franco-Regime abspalten. Nach dem Ende der Militärherrschaft des Generals Francisco Franco, unter der auch die eigenständige Kultur der Kanaren unterdrückt und vernachlässigt wurde, entwickelte sich Spanien ab 1975 rasch zu einer pluralistischen Demokratie. In diesem Rahmen bildeten sich auch einige kanarische Regionalparteien. Diese plädierten beispielsweise für eine Unabhängigkeit oder eine politische Hinwendung zu den Staaten Nordafrikas. Damit waren diese Parteien aber kaum mehrheitsfähig.
Die Inseln konstituierten sich am 16. August 1982 als eine der siebzehn Autonomen Gemeinschaften (spanisch comunidades autónomas) Spaniens, mit Santa Cruz de Tenerife und Las Palmas de Gran Canaria als gemeinsame Hauptstädte. Der Sitz des Ministerpräsidenten (Presidente del Gobierno) wechselt mit jeder Legislaturperiode. Das Parlament der Kanarischen Inseln hat seinen ständigen Sitz in Santa Cruz de Tenerife. Erstmals in der Geschichte der Inseln konnte man am 30. Mai 1983 Personen in eine eigene politische Institution frei wählen. Seitdem ist der 30. Mai hier ein gesetzlicher Feiertag.
Als Spanien 1986 der Europäischen Union beitrat, verweigerten dies die Kanaren aus Furcht vor wirtschaftlichen Einbrüchen. Erst nachdem die Kanaren 1991 einer Vollmitgliedschaft zugestimmt hatten, traten sie 1992 endgültig in die EU ein. Seitdem gilt auf den Inseln das Recht der Europäischen Gemeinschaft, wobei in einigen Bereichen Sondervorschriften gelten, die der großen Entfernung zum übrigen Territorium der EU Rechnung tragen und die Nachteile der Insellage ausgleichen sollen. Ebenso gehört die Inselgruppe zum Zollgebiet der Union, wobei sie in einigen Bereichen von Sonderbedingungen profitiert und eine Reihe von Hilfsprogrammen und Subventionen erhält. Als Währung löste der Euro am 1. Januar 2002 die Peseta ab.